# Salins-les-Bains
Pour les articles homonymes, voir Salins.
Salins-les-Bains (prononcé [sa.lɛ̃ le bɛ̃] ) est une commune française du département du Jura, en Bourgogne-Franche-Comté. Située dans le cœur du Jura, elle fait partie de la région culturelle et historique de Franche-Comté. La ville s'étend au fond de la vallée de la Furieuse, un affluent de la Loue, et est dominée par deux forts, le fort Saint-André à l'est et le fort Belin à l'ouest.
Salins-les-Bains possède une histoire glorieuse due à un passé industriel florissant de production du sel, l'« or blanc », remontant au Ve millénaire av. J.-C. Elle est ainsi la deuxième ville de Franche-Comté au Moyen Âge et compte environ 8 500 habitants à la veille de la Révolution française. À partir du XIXe siècle, son activité industrielle s'étend grâce au développement de plâtrières, de scieries, et surtout de faïenceries. La ville s'engage parallèlement dans le tertiaire avec la création d’un établissement thermal en 1854, modernisé par son maire Jean-Marie de Grimaldi, alors que la seconde moitié du XXe siècle voit la disparition progressive des industries : la plâtrière ferme en 1958, la saline en 1962 et les faïenceries en 1995.
Salins-les-Bains compte aujourd'hui un peu moins de 2 500 habitants. Elle fonde sa reconversion économique sur les services, en particulier à travers trois secteurs : la santé, le thermalisme et le tourisme. Ce dernier s'appuie notamment sur la restauration et la valorisation d’un patrimoine historique riche et prestigieux marqué par l'inscription de la grande saline de Salins-les-Bains sur la liste du patrimoine mondial de l'Unesco le 27 juin 2009, en extension de la saline royale d'Arc-et-Senans sur la liste depuis 1982.

## Géographie

### Localisation
La ville de Salins-les-Bains se trouve dans le Nord-Est du département du Jura, à 338,6 kilomètres à vol d'oiseau de la capitale Paris. Elle jouit d'une situation géographique privilégiée sur les plans national et européen de par son appartenance à l'axe Rhin-Rhône, carrefour des voies de communication entre mer du Nord et Méditerranée, Europe du Nord et Europe du Sud, ainsi qu'au niveau régional, puisqu'elle est à quasi-équidistance de toutes les grandes villes de la région : Dole (33,4 km), Besançon (35,6 km), Pontarlier (36,5 km) et  Lons-le-Saunier (38,8 km).
La commune appartient au massif du Jura dont elle occupe l'un des faisceaux internes.

### Géologie et relief

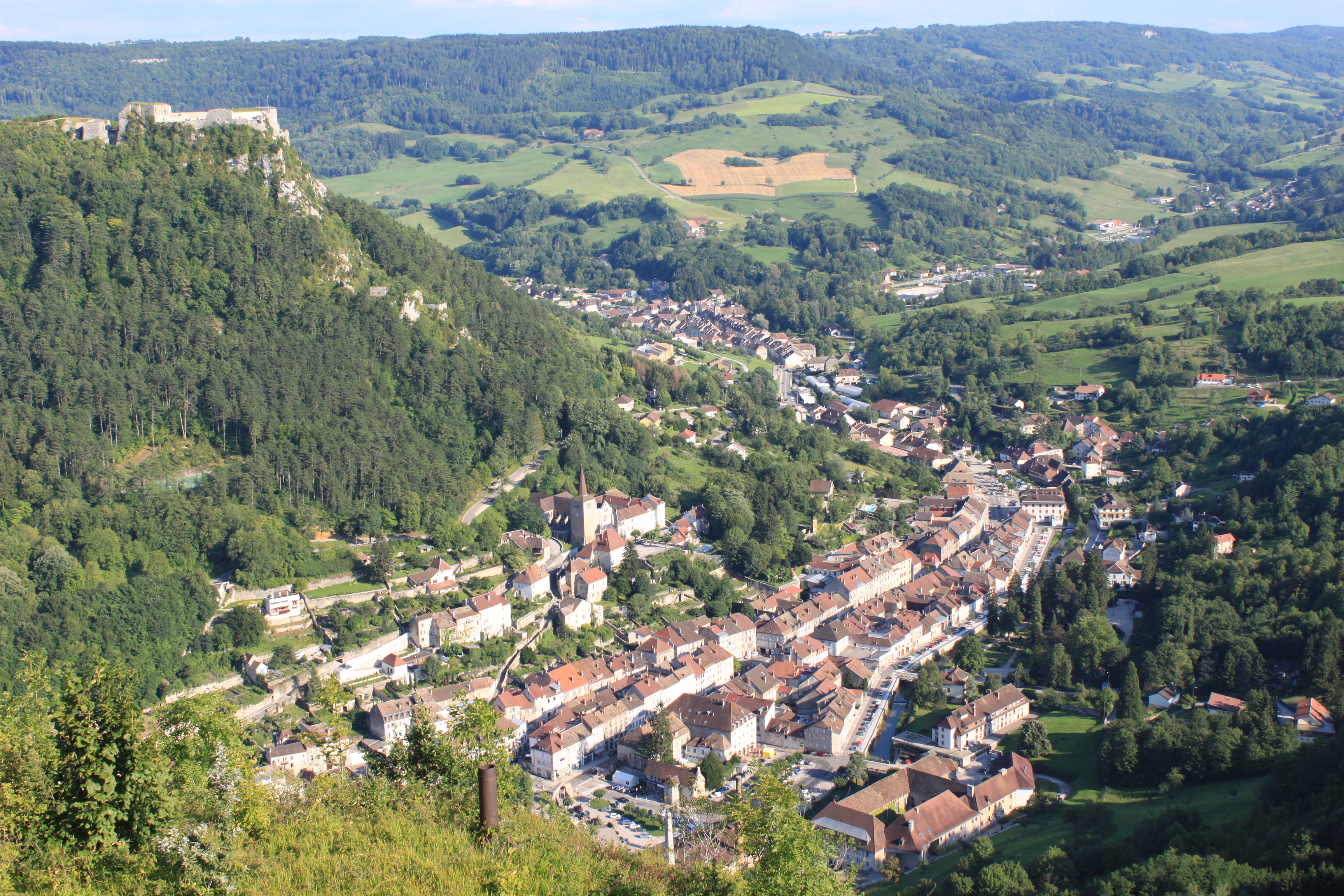
Salins-les-Bains.

Salins-les-Bains se situe au sein du bassin salifère comtois, au cœur d'une reculée creusée par la Furieuse, un affluent de la Loue. Le soubassement de la vallée est constitué de marnes à sel gemme, formées par l'évaporation d'une mer chaude et peu profonde lors du Keuper inférieur et moyen, il y a environ 230 millions d'années. La couche d'évaporites y atteint 100 mètres d'épaisseur. Le sel des couches supérieures, dissous par les eaux d'infiltration, est épuisé. Ce sont les couches inférieures traversées par des exsurgences alpines se chargeant en sel au contact de la roche qui alimentent les sources salées auxquelles la ville doit sa prospérité,.
Salins-les-Bains est dominée à l'est et à l'ouest par le plateau où se trouvent deux ensembles fortifiés, le fort Saint-André (604 m) à l'ouest, et le fort Belin (584 m) à l'est, ainsi que par le mont Poupet au nord, qui culmine à 851 mètres d'altitude. Ces hauteurs sont composées de marnes à gypse du Keuper supérieur, de marnes du Lias et de calcaires du Bajocien.
La superficie de la commune est de 2 468 hectares ; l'altitude varie entre 284  à   737 mètres.

### Hydrographie
La commune est traversée selon un axe nord-sud par la rivière, la Furieuse, en grande partie canalisée. Il s'agit d'une rivière très abondante, présentant de fortes variations saisonnières de débit. À l'étiage, le débit peut chuter sévèrement jusqu'à 43 litres par seconde en période quinquennale sèche, la rivière étant alors réduite à quelques filets d'eau. À l'inverse, les crues peuvent être très importantes et très rapides, compte tenu de la petite taille du bassin versant de la rivière et de son débit moyen, ainsi que de la nature marneuse des sols. La Furieuse et le ruisseau de Gouaille ont ainsi connu de nombreuses crues au cours des siècles, notamment en 1512, 1599, 1608, 1728, 1767, 1840, 1841, 1889, 1935, 1953 et 1980. Le régime torrentiel des cours d'eau et les fortes pentes entraînent une érosion importante, pouvant générer des glissements de terrain,. Un précédent historique existe, avec la destruction de l'ensemble du village de Sarcenne (aujourd'hui Cercennes), à quelques kilomètres au sud de Salins, en janvier 1649.

### Climat
Pour des articles plus généraux, voir Climat de la Bourgogne-Franche-Comté et Climat du département du Jura.
En 2010, le climat de la commune est de type climat de montagne, selon une étude du Centre national de la recherche scientifique s'appuyant sur une série de données couvrant la période 1971-2000. En 2020, Météo-France publie une typologie des climats de la France métropolitaine dans laquelle la commune est exposée à un climat semi-continental et est dans la région climatique Jura, caractérisée par une forte pluviométrie en toutes saisons (1 000 à 1 500 mm/an), des hivers rigoureux et un ensoleillement médiocre.
Pour la période 1971-2000, la température annuelle moyenne est de 9,8 °C, avec une amplitude thermique annuelle de 17,3 °C. Le cumul annuel moyen de précipitations est de 1 424 mm, avec 13,5 jours de précipitations en janvier et 9,6 jours en juillet. Pour la période 1991-2020, la température moyenne annuelle observée sur la station météorologique de Météo-France la plus proche, « Arc-et-Senans », sur la commune d'Arc-et-Senans à 13 km à vol d'oiseau, est de 11,7 °C et le cumul annuel moyen de précipitations est de 1 182,8 mm. 
La température maximale relevée sur cette station est de 41,5 °C, atteinte le 13 août 2003 ; la température minimale est de −25 °C, atteinte le 2 janvier 1971,,.
Les paramètres climatiques de la commune ont été estimés pour le milieu du siècle (2041-2070) selon différents scénarios d'émission de gaz à effet de serre à partir des nouvelles projections climatiques de référence DRIAS-2020. Elles sont consultables sur un site dédié publié par Météo-France en novembre 2022.

### Voies de communication et transports
Située sur la route reliant le Bassin parisien et la Suisse par Dijon et Pontarlier, Salins-les-Bains est historiquement un important lieu de passage. Les transports y sont aujourd'hui dominés par l'automobile, la ville étant intégralement traversée par la route départementale 472, ce qui lui vaut parfois le qualificatif de « ville-rue ». Elle est également au centre d'un dense réseau départemental, avec les RD 65, 94, 105, 345, 467 et 492. La route nationale la plus proche est la RN 83, à 9 km, tandis que l'autoroute A39 est à 34 km.
L'accès au réseau ferré est assuré par huit aller-retour quotidiens en autocar jusqu'à la gare de Mouchard, desservie par le TER Franche-Comté et le TGV Lyria. L'aéroport de Dole-Jura est situé à 45 km de Salins-les-Bains.

## Urbanisme

### Typologie
Au 1er janvier 2024, Salins-les-Bains est catégorisée bourg rural, selon la nouvelle grille communale de densité à sept niveaux définie par l'Insee en 2022.
Elle appartient à l'unité urbaine de Salins-les-Bains, une agglomération intra-départementale regroupant deux  communes, dont elle est ville-centre,,. Par ailleurs la commune fait partie de l'aire d'attraction de Salins-les-Bains, dont elle est la commune-centre,. Cette aire, qui regroupe 14 communes, est catégorisée dans les aires de moins de 50 000 habitants,.

### Occupation des sols
L'occupation des sols de la commune, telle qu'elle ressort de la base de données européenne d’occupation biophysique des sols Corine Land Cover (CLC), est marquée par l'importance des forêts et milieux semi-naturels (54,5 % en 2018), une proportion sensiblement équivalente à celle de 1990 (54,3 %). La répartition détaillée en 2018 est la suivante : 
forêts (51,9 %), prairies (25,8 %), zones agricoles hétérogènes (11,4 %), zones urbanisées (6 %), milieux à végétation arbustive et/ou herbacée (2,6 %), cultures permanentes (2,1 %), terres arables (0,1 %). L'évolution de l’occupation des sols de la commune et de ses infrastructures peut être observée sur les différentes représentations cartographiques du territoire : la carte de Cassini (XVIIIe siècle), la carte d'état-major (1820-1866) et les cartes ou photos aériennes de l'IGN pour la période actuelle (1950 à aujourd'hui).

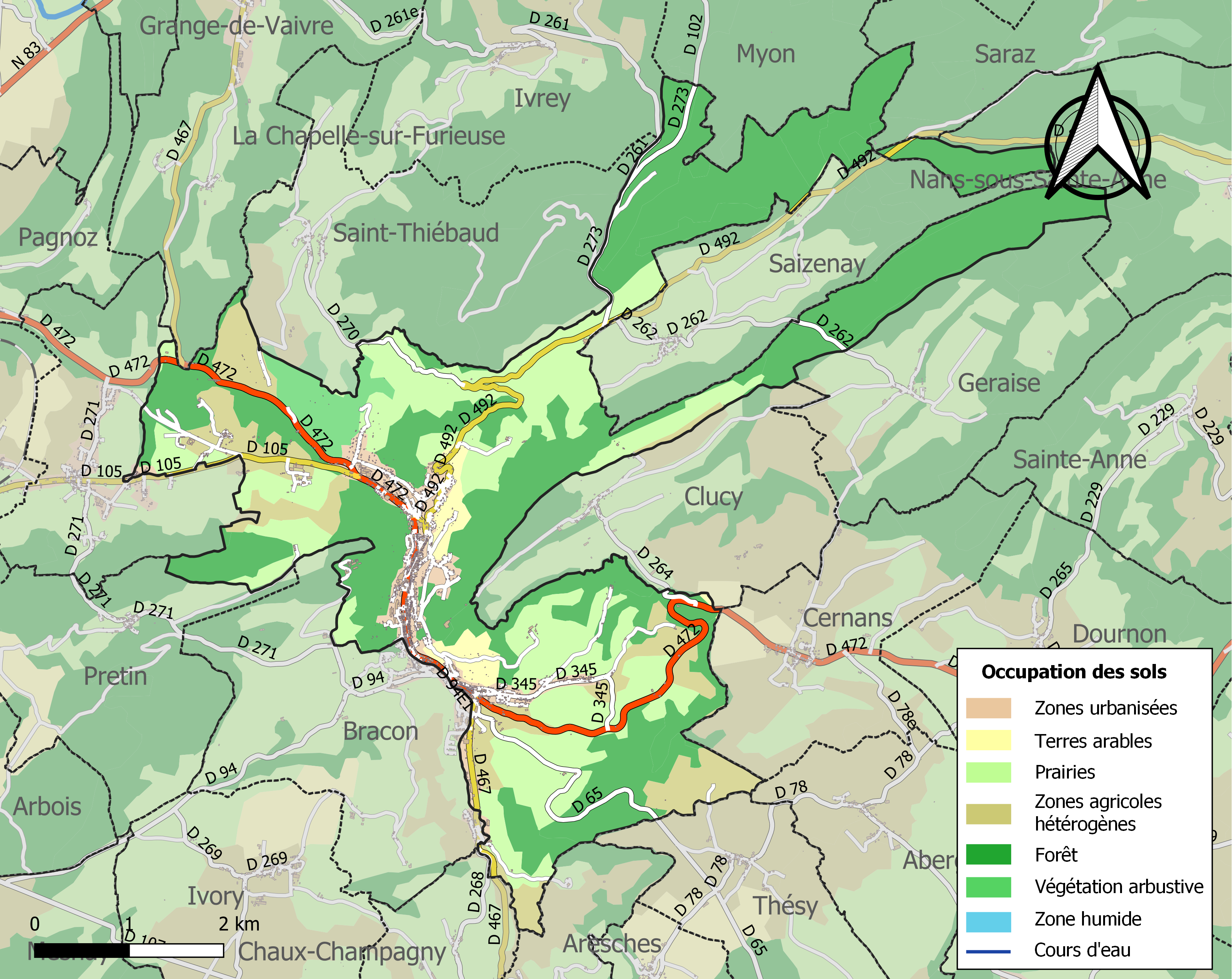
Carte des infrastructures et de l'occupation des sols de la commune en 2018 (CLC).

### Morphologie urbaine
Limitée par le relief, la ville de Salins-les-Bains s'étend sur plus de 3 kilomètres, selon un axe nord-sud, entre les flancs de la vallée de la Furieuse. Son caractère de « ville-rue » est la conséquence des choix d'urbanisme pris à la suite du grand incendie de 1825, et notamment de l'élargissement de la Grande-Rue et de la démolition des portes Oudin, Barbarine et Malpertuis, jusqu'à la percée de la rue Gambetta alors route nationale.
Le centre-ville de Salins-les-Bains s'organise autour de la rue de la République. On y trouve notamment l'hôtel de ville et le site de la Grande saline. À l'extrémité nord de la ville se trouve le faubourg Saint-Pierre organisé autour du site des anciennes faïenceries, tandis qu'au sud, le faubourg Pasteur se concentre autour de l'église Saint-Jean-Baptiste. On notera la continuité du bâti avec la commune de Bracon, avec laquelle Salins-les-Bains forme une unité urbaine, ainsi qu'avec la commune de Marnoz au niveau du hameau de Saint-Michel-le-Bas.
| 136 odonymes recensés à Salins-les-Bains au 8 décembre 2013   | 136 odonymes recensés à Salins-les-Bains au 8 décembre 2013 | 136 odonymes recensés à Salins-les-Bains au 8 décembre 2013 | 136 odonymes recensés à Salins-les-Bains au 8 décembre 2013 | 136 odonymes recensés à Salins-les-Bains au 8 décembre 2013 | 136 odonymes recensés à Salins-les-Bains au 8 décembre 2013 | 136 odonymes recensés à Salins-les-Bains au 8 décembre 2013 | 136 odonymes recensés à Salins-les-Bains au 8 décembre 2013 | 136 odonymes recensés à Salins-les-Bains au 8 décembre 2013 | 136 odonymes recensés à Salins-les-Bains au 8 décembre 2013 | 136 odonymes recensés à Salins-les-Bains au 8 décembre 2013 | 136 odonymes recensés à Salins-les-Bains au 8 décembre 2013 | 136 odonymes recensés à Salins-les-Bains au 8 décembre 2013 | 136 odonymes recensés à Salins-les-Bains au 8 décembre 2013 | 136 odonymes recensés à Salins-les-Bains au 8 décembre 2013 | 136 odonymes recensés à Salins-les-Bains au 8 décembre 2013 |
| Allée                                                         | Avenue                                                      | Chemin                                                      | Cour                                                        | Escalier                                                    | Impasse                                                     | Place                                                       | Quai                                                        | Rampe                                                       | Route                                                       | Rue                                                         | Ruelle                                                      | Sentier                                                     | Villa                                                       | Autres                                                      | Total                                                       |
| ------------------------------------------------------------- | ----------------------------------------------------------- | ----------------------------------------------------------- | ----------------------------------------------------------- | ----------------------------------------------------------- | ----------------------------------------------------------- | ----------------------------------------------------------- | ----------------------------------------------------------- | ----------------------------------------------------------- | ----------------------------------------------------------- | ----------------------------------------------------------- | ----------------------------------------------------------- | ----------------------------------------------------------- | ----------------------------------------------------------- | ----------------------------------------------------------- | ----------------------------------------------------------- |
| 1                                                             | 2                                                           | 16                                                          | 1                                                           | 10                                                          | 3                                                           | 11                                                          | 1                                                           | 1                                                           | 10                                                          | 34                                                          | 2                                                           | 1                                                           | 1                                                           | 43                                                          | 136                                                         |
| Notes « N »                                                   | Notes « N »                                                 | 1. 2. 3. 4. 5. 6. 7. 8. 9. 10. 11. 12. 13. 14.              | 1. 2. 3. 4. 5. 6. 7. 8. 9. 10. 11. 12. 13. 14.              | 1. 2. 3. 4. 5. 6. 7. 8. 9. 10. 11. 12. 13. 14.              | 1. 2. 3. 4. 5. 6. 7. 8. 9. 10. 11. 12. 13. 14.              | 1. 2. 3. 4. 5. 6. 7. 8. 9. 10. 11. 12. 13. 14.              | 1. 2. 3. 4. 5. 6. 7. 8. 9. 10. 11. 12. 13. 14.              | 1. 2. 3. 4. 5. 6. 7. 8. 9. 10. 11. 12. 13. 14.              | 1. 2. 3. 4. 5. 6. 7. 8. 9. 10. 11. 12. 13. 14.              | 1. 2. 3. 4. 5. 6. 7. 8. 9. 10. 11. 12. 13. 14.              | 1. 2. 3. 4. 5. 6. 7. 8. 9. 10. 11. 12. 13. 14.              | 1. 2. 3. 4. 5. 6. 7. 8. 9. 10. 11. 12. 13. 14.              | 1. 2. 3. 4. 5. 6. 7. 8. 9. 10. 11. 12. 13. 14.              | 1. 2. 3. 4. 5. 6. 7. 8. 9. 10. 11. 12. 13. 14.              | 1. 2. 3. 4. 5. 6. 7. 8. 9. 10. 11. 12. 13. 14.              |
| Sources : rue-ville.info & OpenStreetMap & FNACA-GAJE du Jura |                                                             |                                                             |                                                             |                                                             |                                                             |                                                             |                                                             |                                                             |                                                             |                                                             |                                                             |                                                             |                                                             |                                                             |                                                             |

### Logement
La ville comptait en 2013 un total de 1 719 logements, un chiffre quasiment stable par rapport à 2008. 1 277 étaient des résidences principales, 361 des logements vacants et 81 des logements occasionnels ou des résidences secondaires. On notera une forte augmentation du nombre de logements vacants, qui était de 260 en 2009.
On trouve une large majorité d'appartements (composés en moyenne de 3,5 pièces), qui représentent 60,7 % de l'ensemble du parc de logements, tandis que la part des maisons (composées en moyenne de 5 pièces) s'élève à 38,9 %. Cependant, entre 1999 et 2013, le nombre de maisons est en augmentation alors que le nombre d'appartements recule.
Sur les 1 277 résidences principales que compte la ville, 49,5 % sont louées, dont 21,2 % en tant que logements HLM. 44,6 % des résidences principales ont été construites avant 1919.
La ville souffre du départ vers les communes rurales, où l'accession à la propriété est plus facile. En 2014, elle est ainsi retenue pour bénéficier de l'appel à manifestation d'intérêt de revitalisation des centres-bourgs ruraux.

### Projets d'aménagements
Depuis 2014, Salins-les-Bains bénéficie de l'appel à manifestation d'intérêt de revitalisation des centres-bourgs ruraux, un dispositif expérimental lancé par le gouvernement afin de revitaliser une cinquantaine de zones rurales et périurbaines en France,. Dans ce cadre, la ville a défini un programme sur dix ans baptisé « Salins 2025 » dont les premières étapes sont la mise en place de primes d’accueil pour les nouveaux habitants et une opération de rénovation subventionnée des façades.
À la suite de l'ouverture du nouvel établissement thermal en février 2017, le conseil municipal envisage de réhabiliter la rue de la Liberté et d'aménager un cheminement le long de la Furieuse pour en faciliter l'accès depuis le centre-ville.
La restauration de la « maison du Grand puits », sur le site de la grande saline a débuté le 20 septembre 2014. Elle doit à terme être intégrée au musée du sel et accueillir les collections du musée Max Claudet fermé depuis 2003.
Abandonnés à la végétation depuis une cinquantaine d'années, les abords et les remparts du fort Saint-André font l'objet de travaux de défrichage réalisés par une association de bénévoles. Le projet, initié en 2015, devrait conduire à terme à l'aménagement d'un sentier panoramique faisant le tour de l'ouvrage. La commune prévoit également des travaux de rénovation des remparts du fort.

## Toponymie
Salins-les-Bains doit son nom à ses sources salées. D'abord nommée simplement « Salins », elle prend en 1926 son nom actuel à la suite du développement des thermes. Selon la légende locale le nom viendrait de la divinité Salina.

## Histoire
« Salins, très grande ville, dont le nom célèbre a fait le tour du monde »

— Gilbert Cousin, Description de la Franche-Comté

### De la Préhistoire au Haut Moyen Âge
Deux facteurs expliquent le peuplement précoce de Salins-les-Bains : sa situation géographique et ses ressources minérales. En effet, la reculée de la Furieuse permettant le franchissement du massif du Jura, la ville se situe sur deux axes commerciaux Est-Ouest de première importance reliant la Bourgogne d’une part à la Suisse et à l'Italie par Pontarlier, et d'autre part à Lyon et Genève par la vallée de l'Ain. De plus, Salins-les-Bains possède une richesse naturelle de première importance : le sel. Les recherches menées par l'archéologue Pierre Pétrequin dans les années 1990 ont permis de montrer, avec certaines retenues, la corrélation entre les phases d'occupation de la région et les périodes supposées de pics d’exploitation du sel. Son étude ethnoarchéologique s'appuie sur la méthode de production du sel en Nouvelle-Calédonie où des cendres salées sont produites en jetant de la saumure sur un bûcher. Dans le Jura, il réalise une série de forages et de sondages autour des sources salées potentielles et découvre des couches très denses en carbone, datées ensuite au carbone 14. Ses travaux suggèrent une première exploitation des sources salées dès le Ve millénaire av. J.-C..
Si les données sur la Préhistoire restent assez lacunaires, elles sont nombreuses pour la Protohistoire. Le site le plus connu est incontestablement le camp du Château étudié par l'archéologue Maurice Piroutet dès le début du XXe siècle (1906 – 1934), puis par Jean-François Piningre de 2004 à 2009. Situé sur un éperon calcaire à 620 m d'altitude, il occupe une position stratégique de contrôle des voies de circulation. Parmi les périodes d'occupation identifiées (Néolithique Moyen, âge du bronze entre 1350 et 800 av. J.-C., premier âge du fer entre le VIe siècle et le Ve siècle av. J.-C., Haut Moyen Âge), la plus spectaculaire est sans doute celle de l'âge du fer. La découverte de nombreux fragments de céramiques attiques, étrusques et provençales atteste d'une activité économique intense à travers des échanges avec le bassin méditerranéen. Deux autres types de sites ont été découverts et étudiés : des dépôts de métaux et surtout des tumuli dans la forêt des Moidons et le Bois de Parançot avec notamment trois tombes à char.
L'occupation ancienne sous la ville de Salins-les-Bains elle-même est plus difficile à étudier en raison de la densité du bâti ancien et de l'enfouissement des couches archéologiques sous les rejets de cendres de l'exploitation du sel. L'époque gallo-romaine reste discrète, même si l'on reconnaît une agglomération sous la ville actuelle.
Au IIIe siècle, l'ermite Anatoile fait ressurgir l'eau salée des sources taries lors du « miracle des eaux salées », qui lui vaudra le titre de saint patron de la ville.
Les données textuelles et archéologiques sont de nouveau plus abondantes pour le Haut Moyen Âge. Des premières fortifications sont attestées, quelques sépultures et sarcophages à proximité d’établissements religieux ont été découverts, et une opération d’archéologie programmée dirigée par Philippe Gandel est en cours sur le site du camp du Château.

### Moyen Âge

#### Sous les comtes de Bourgogne
Une charte de 523 émanant de Sigismond, roi de Bourgogne, mentionne la donation de la seigneurie de Bracon et d’une partie des terres salinoises à l'abbaye d’Agaune-en Valais. Bien que son authenticité soit douteuse, ce document comporte la plus ancienne mention du nom de la ville qui nous soit parvenue.[réf. nécessaire] L’abbaye demeure propriétaire jusqu'au Xe siècle. En 942, une charte émanant du prévôt de l’abbaye inféode la seigneurie de Bracon et ses dépendances au comte de Mâcon, Albéric. À la mort de ce dernier, en 943, son héritage est séparé entre ses deux fils. Cette date marque la séparation de la ville de Salins en deux bourgs : le Bourg-Dessus ou Bourg-le-Sire au Sud, et le Bourg-Dessous ou Bourg-le-Comte au Nord. Chaque bourg possède une saline : la Grande saline pour le premier, et la Petite saline pour le deuxième. Malgré quelques périodes temporaires de rassemblement des deux parties de la ville, il faut attendre 1497 pour voir leur réunion définitive.
La propriété des terres salinoises est assez complexe jusqu’à l'arrivée des comtes de Bourgogne au Bourg-Dessus. Le 5 juin 1237 à Saint-Jean-de-Losne, par des jeux d'alliances et d'échanges avec le duc Hugues IV de Bourgogne, Jean de Chalon parvient à mettre la main sur la baronnie de Salins. Mesurant l'importante richesse du territoire, il s'organise pour le maîtriser économiquement et politiquement et en faire le centre de son pouvoir. Il assoit son autorité sur la source principale de revenus : la Grande saline. Jusqu'en 1241, la saline est la propriété d’une centaine de rentiers possédant chacun une berne à son nom. Jean de Chalon met fin à ce système et prend à sa charge toute la production du sel en devenant propriétaire majoritaire. Pour mieux maîtriser la commercialisation de cet « or blanc », il se rend également détenteur du péage de Jougne. Par la suite, au XIVe siècle, ses successeurs mettent en place le monopole progressif de la Grande saline de Salins sur la production du sel franc-comtois. Parallèlement, il entreprend la fortification de la ville. Une couronne de sites fortifiés protège la ville : au château de Bracon déjà existant, s'ajoutent entre autres les châtels Belin et Guyon, ainsi que le fort Saint-André édifié en 1255. De nombreux autres ouvrages sont bâtis dans un rayon de vingt à trente kilomètres autour de la ville pour en garder les accès, dont les châteaux du Pin, de Frontenay et de Nozeroy. Enfin, Jean de Chalon accorde une charte de franchises aux habitants du Bourg-Dessus en 1249.
La domination religieuse de Salins s'affirme par ailleurs, Jean de Chalon fondant notamment vers 1230 le couvent des Cordeliers, où il sera inhumé en 1267. Le XIIIe siècle voit aussi la reconstruction de la collégiale Saint-Anatoile, puis de celle de Saint-Maurice. Attirées par le sel et la vigne, les communautés religieuses sont nombreuses à s’installer sur le territoire.

#### Sous les ducs de Bourgogne
Dans le courant du XIVe siècle, Salins passe progressivement sous la domination des ducs de Bourgogne. La ville entre notamment en possession de Philippe le Hardi lors de l'union des deux Bourgognes, à la mort de Louis de Male, le 30 janvier 1384. L'évolution de la cité devient dès lors intimement liée à la politique expansionniste du duché qui s’affirme progressivement comme le plus puissant et le plus moderne État d’Occident.
Au XVe siècle, Salins joue un rôle de poumon économique du duché, les revenus de la Grande saline représentant environ la moitié de ce que la Comté lui rapporte. Ainsi, les ducs affirment leur mainmise sur la Grande saunerie. Le fonctionnement administratif de la saline est renforcé avec la création de différents postes d’officiers spécialisés, avec à leur tête un pardessus. À la suite d'un incendie en 1409, Jean sans Peur ordonne la reconstruction en pierre de l'ensemble des bâtiments. C'est un acte fonctionnel pour éviter les incendies à répétition, mais également politique : la pierre et les matériaux rares et coûteux employés expriment la puissance du Duché. L'aire de vente du sel de Salins est élargie, notamment vers la Suisse. Dans la ville, les fortifications sont remaniées et complétées. La cité devient une forteresse dotée de plus de 25 tours d'enceinte, signe de son importance stratégique.
L'activité salifère participe à enrichir de puissantes familles qui contribuent à l'évolution du paysage urbain. Par exemple, Jean de Montaigu, issu d’une famille dont l’enrichissement est lié à l’administration de la saline et proche de la cour de Philippe le Bon, est à l’initiative de la construction de l’hôpital du Saint-Sépulcre. En 1442, une halle aux blés, draps, viandes et poissons est également construite grâce à des revenus issus de la saline.
La situation se ternit à la fin du XVe siècle : la Franche-Comté est le théâtre de guerres qui opposent Charles le Téméraire aux Suisses et aux Autrichiens, puis Marie de Bourgogne aux troupes françaises de Louis XI. Si la politique expansionniste a jusque-là bénéficié au développement de Salins et de ses salines, la situation se retourne et l'activité industrielle tend à la paralysie.

### Les Templiers et les Hospitaliers
La commanderie de Salins est une commanderie hospitalière d'origine templière, édifiée au Moyen Âge, à Salins-les-Bains.
Elle est dévolue aux Hospitaliers de l'ordre de Saint-Jean de Jérusalem à la suite de la disparition des Templiers.
La commanderie de Salins se composait de la maison de Salins-les-Bains et de ses dépendances aux Usiers, à Vacaz, et pendant un temps à L'Étoile, Villette-lès-Arbois et Changin. Elle comprenait également les maisons de Saizenay, Amancey et Vuillecin (aujourd'hui dans le Doubs).

### Époque moderne

#### Sous le Saint-Empire romain germanique

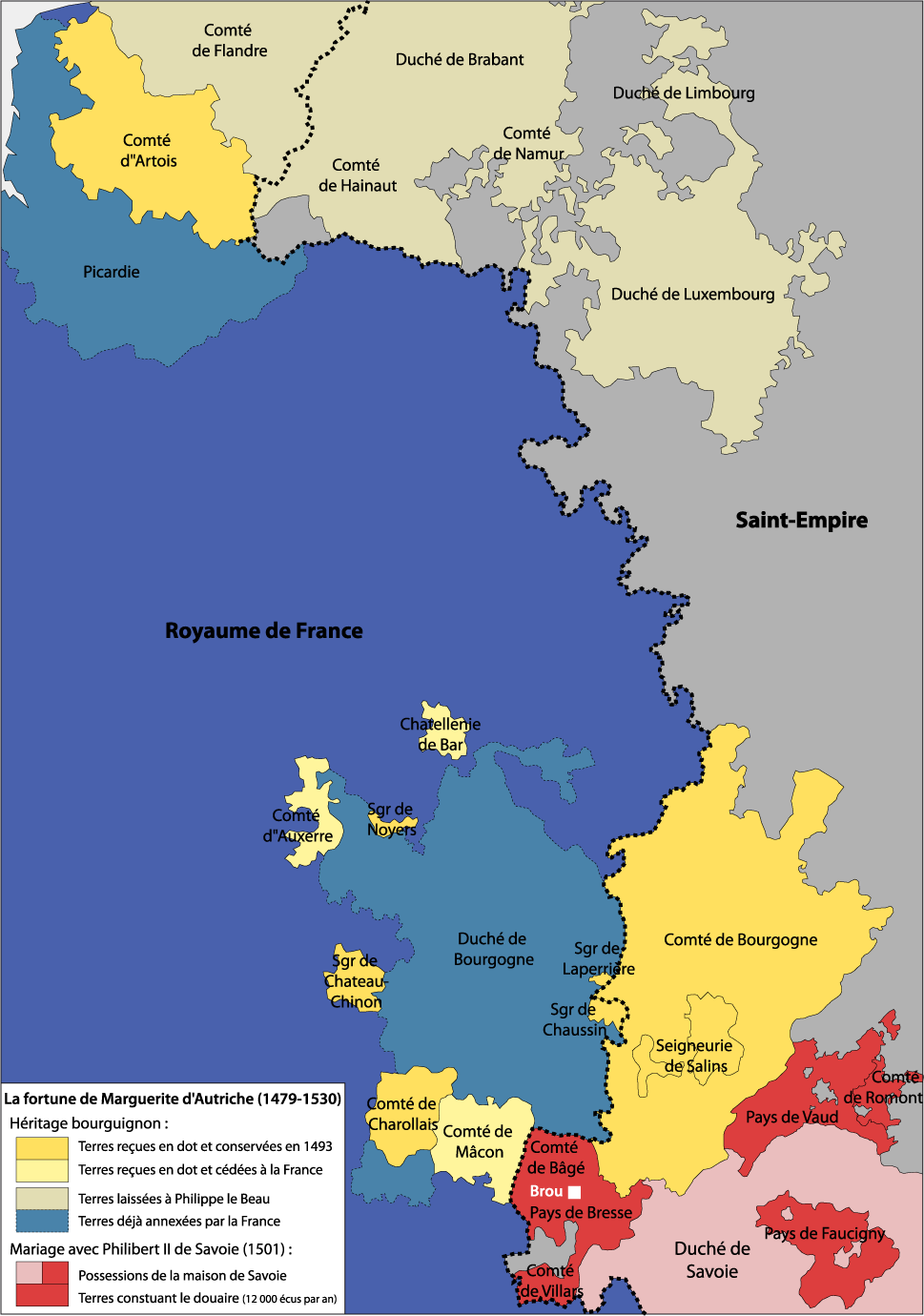
Salins et les autres terres bourguignonnes à la suite du traité d'Arras.

À la suite du mariage de Marie de Bourgogne avec Maximilien d'Autriche en 1477, Salins, comme la Franche-Comté, est rattaché au Saint-Empire romain germanique des Habsbourg d'Espagne. À partir de 1497, le Bourg-Dessus et le Bourg-Dessous sont définitivement réunis. Ils sont gouvernés par huit échevins, seize conseillers et un maire élus par les habitants. La ville unifiée est alors le siège des États généraux de Franche-Comté jusqu'à leur établissement définitif à Dole vers 1530. À cette époque, les souverains de Franche-Comté exercent toujours leur mainmise sur les affaires de la Grande saline. Nicolas Perrenot de Granvelle, grand chancelier des Flandres, garde des sceaux de Charles Quint, est ainsi nommé « pardessus » de la saline en 1534. Signe de la prospérité de la ville, une tenture en quatorze pièces est commandée à l'atelier de Jean Sauvage à Bruges en 1502 par les chanoines de la collégiale Saint-Anatoile afin de décorer l'édifice.

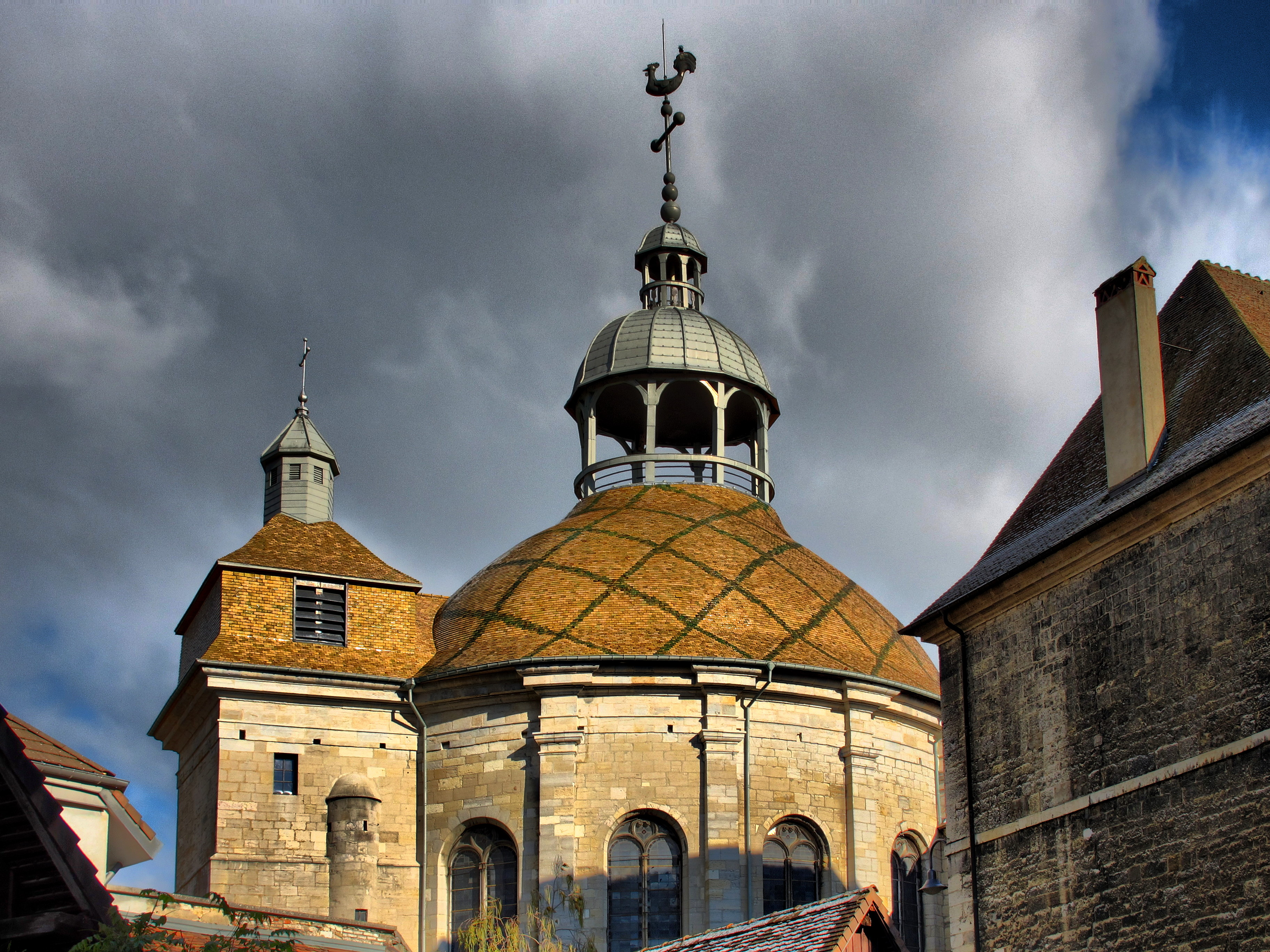
La chapelle Notre-Dame-Libératrice, construite entre 1640 et 1662.

Même si elle résiste aux ravages de l'armée d'Henri IV lorsque celui-ci tente de conquérir la Franche-Comté en 1595, la ville va connaître des heures difficiles tout au long du XVIIe siècle. À la Grande saline, en 1601, le mode d'exploitation change avec la mise en location. Le pouvoir central s'éloigne et la saline est moins bien entretenue. Les guerres incessantes fragilisent la cité. La guerre de Dix Ans, qui oppose de nouveau la France à l'Espagne des Habsbourg, met à mal l'activité industrielle de la ville qui résiste néanmoins aux troupes françaises. La chapelle Notre-Dame-Libératrice témoigne de cet épisode douloureux. En 1639, sous la houlette du père Marmet, Salins formule le triple vœu d'être épargné de la guerre, de la peste et de la famine et se place sous la protection de la Vierge. La chapelle est construite de 1640 à 1662.
Les guerres contre la France reprennent en 1668. Les troupes de Louis XIV envahissent la Franche-Comté en 1674 et le traité de Nimègue proclame le rattachement définitif de la région à la Couronne française en 1678.
Malgré les difficultés, Salins est en plein essor et passe de 3 949 habitants en 1614 à 4 988 en 1688. De nombreuses communautés religieuses s'installent dans la ville : les capucins en 1582, les jésuites en 1623, ou encore les carmes déchaussées en 1625. En 1593, les capucins fondent la première bibliothèque publique à Salins.

#### Sous le royaume de France
L'intégration de Salins au royaume de France marque un nouveau souffle pour la cité. La Grande saline est intégrée dans le bail des Fermes et Gabelle et devient manufacture royale. De nouvelles installations favorisent l'accroissement de la production : dans les souterrains, à partir du milieu du XVIIIe siècle, quatre roues hydrauliques actionnant dix pompes remplacent les norias. En 1773, l’administration de la Ferme générale décide de construire une nouvelle saline à Arc-et-Senans en bordure de la forêt de Chaux pour faire face à l'épuisement du bois autour de Salins et répondre aux demandes croissantes de sel en direction de la Suisse. Ce nouveau site étant dépourvu de sources salées, la saumure y est acheminée depuis Salins par un saumoduc long de 21,25 kilomètres.
La ville poursuit sa croissance : elle compte 8 520 habitants en 1790. L’économie de Salins se diversifie avec le plein épanouissement de l'orfèvrerie marquée notamment par la production des Thiébaud. La ville s'équipe et s'embellit. Les fortifications sont renforcées avec la reconstruction du fort Saint-André selon les indications de Vauban entre 1674 et 1677. Un hôtel de ville est édifié dès 1718 en englobant la chapelle Notre-Dame Libératrice ; la place adjacente est ornée de la fontaine Truchot en 1756. La prospérité de la ville se traduit également par l'édification de nombreux hôtels particuliers par l'élite locale.

### Époque contemporaine

#### De 1789 à 1962
La fin de l'Ancien Régime marque le début du déclin de la ville. Sous la Révolution, malgré ses souhaits, celle-ci n'est pas choisie pour être chef-lieu du nouveau département du Jura. Elle est néanmoins chef-lieu de district de 1790 à 1795. Puis, le 27 juillet 1825, Salins est rattrapé par le sort : un incendie ravage une grande partie de la ville. C'est un tournant dans la physionomie du paysage urbain de Salins : plus de 300 maisons sont détruites, pour des dommages chiffrés alors à près de 7 millions de francs. Peu après, la crise du phylloxéra donne un coup d'arrêt définitif à la production viticole de Salins, alors la plus importante du Jura. Contrairement à ses voisines, la ville choisit de ne pas replanter de vignes sur ses reliefs afin de se consacrer à la production de sel. Au XIXe siècle en effet, l'activité industrielle de Salins est encore à son comble. À la saline, malgré les destructions liées à l'incendie de 1825, des changements profonds insufflent une nouvelle dynamique. Dans les années 1830, la technique du sondage et du forage est introduite. La saumure étant désormais captée directement au niveau du banc de sel gemme, elle atteint un niveau de concentration proche de la saturation. Mais l'heure n'est déjà plus au monopole salinois sur la production du sel : les forages se multiplient en Franche-Comté et de nouvelles salines de développent, comme à Miserey ou Montmorot.

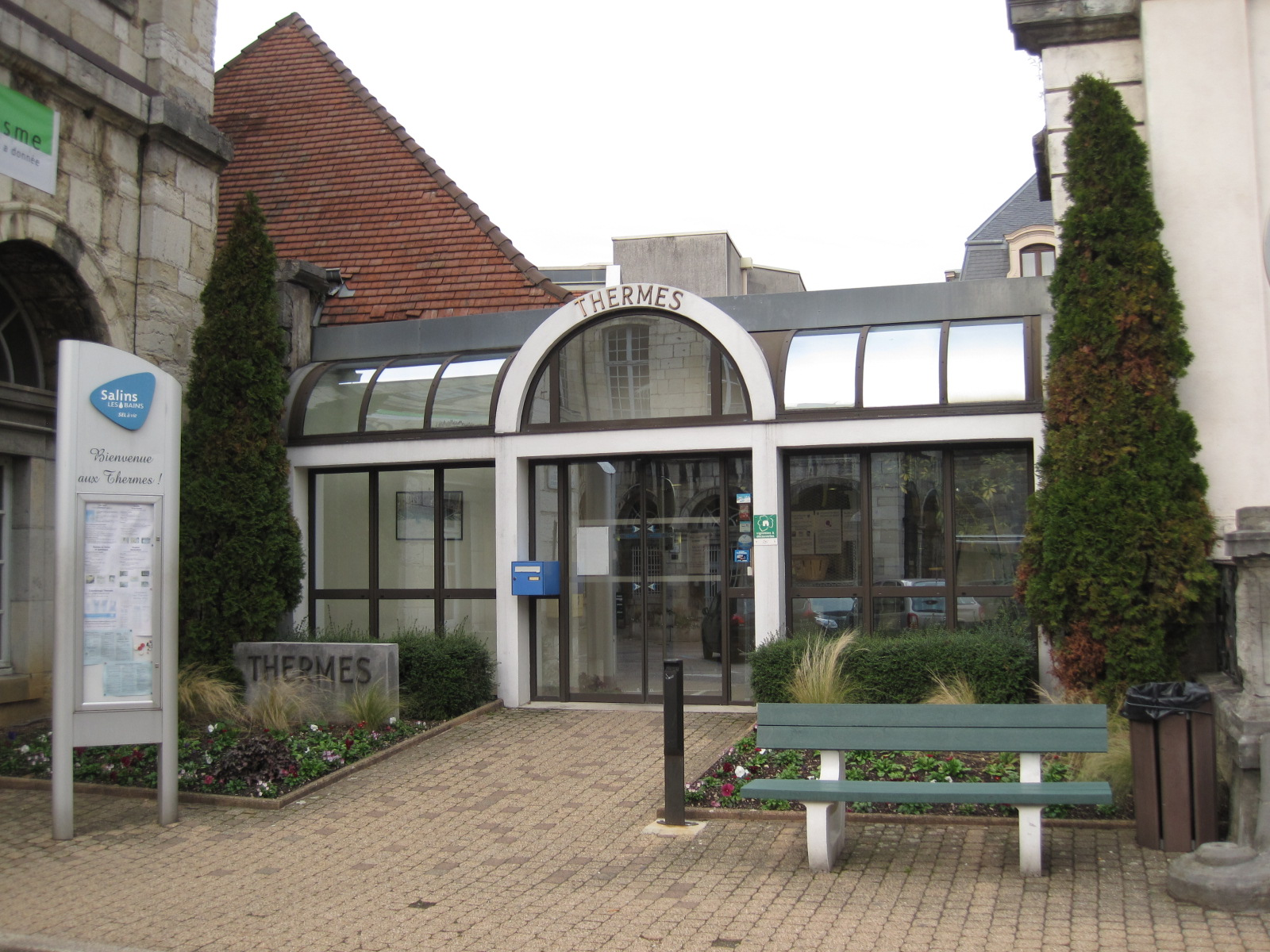
Les anciens thermes de Salins-les-Bains.

À la suite de la dénationalisation des salines comtoises, les établissements de Salins, Arc-et-Senans et Montmorot sont achetés en 1843 par l'homme d'affaires Jean-Marie de Grimaldi. L'introduction de capitaux privés favorise la réalisation de travaux de modernisation visant à augmenter le rendement. À Salins, la forme et le fonctionnement des poêles sont améliorés. Ainsi, la production de sel est en constante augmentation tout au long du XIXe siècle. Sous l’impulsion de Grimaldi et du docteur Claude-Marie Germain naissent également les premiers thermes, en 1854, dans un Second Empire où l'engouement pour le thermalisme est exceptionnel. On cherche à faire de la ville une élégante station thermale : le premier casino est ouvert en 1890 pour répondre aux désirs de curistes aisés et Salins devient « Salins-les-Bains » en 1926. Une ligne ferroviaire de 7,5 km est ouverte en 1857 afin de la relier à Dole par Mouchard. L'espoir est alors de mise pour l'avenir de la cité, comme l'affirme le maire de l'époque lors de l’inauguration des bains le 6 juin 1858 : « deux fois dans ce demi-siècle, Salins a été régénéré. En 1825, après un désastre qui est encore dans tous les souvenirs, ce fut l’œuvre de la France entière. Aujourd'hui, c'est l’œuvre d'un seul homme […]. Grâces soient donc rendues à M. de Grimaldi, car c'est un sauveur. Sans lui, notre ville était morte, par lui, elle reprend une vie nouvelle, et entrevoit une prospérité inespérée ».
Le long de la Furieuse, les usines hydrauliques sont nombreuses : meuneries, gypseries, scieries et tanneries utilisent la force de l'eau pour exploiter les ressources naturelles locales. Ces industries se concentrent au faubourg Saint-Pierre. Elles sont rejointes en 1857 par la faïencerie des capucins. Apparue au XVIIIe siècle, l'activité faïencière est en plein développement au XIXe siècle. Avec le rachat en 1912 par Édouard Charbonnier, la faïence salinoise vit un âge d'or : sa production est saluée par une médaille d’or en 1925 à l'Exposition internationale des Arts décoratifs et industriels modernes de Paris.

#### De la fermeture de la saline à nos jours
Progressivement, le XXe siècle met un terme à l'activité industrielle de la ville. Face à la concurrence du sel de Méditerranée importé à moindre coût et face à l'absence de mécanisation des installations, les salines comtoises ferment les unes après les autres à partir de 1920. Les sauniers de Salins-les-Bains tirent le sel une dernière fois en 1962 ; ceux de Montmorot ferment le bal en 1966. Vers le milieu du siècle, l'activité des différentes usines hydrauliques établies le long de la Furieuse s'éteint également. La fermeture définitive des faïenceries en 1995, puis de la fabrique de meubles Sanijura en 2005 marquent un coup d'arrêt dans l'économie de la ville. La ligne ferroviaire ferme au trafic voyageurs en 1952 et au fret en 1975. La fermeture de la maternité et des urgences, du centre de Sécurité sociale, de la recette des impôts et de la subdivision de l'équipement sont autant de signes du déclin de Salins-les-Bains. En mai 2005, c'est au tour du tribunal de commerce de fermer ses portes, conséquence du décret no 2005–624. Il s'agit également d'une grande page de l'histoire de la ville qui se tourne, puisqu'elle abritait historiquement un présidial très influent, qui avait des compétences sur les bailliages de Salins, Quingey, Arbois, Poligny et Pontarlier. En 1785 par exemple, 24 avocats étaient ainsi inscrits au barreau de Salins. Enfin, à la suite du redécoupage cantonal de 2014 et de la loi NOTRe, la ville perd le titre de chef-lieu de canton et le siège de sa communauté de communes.

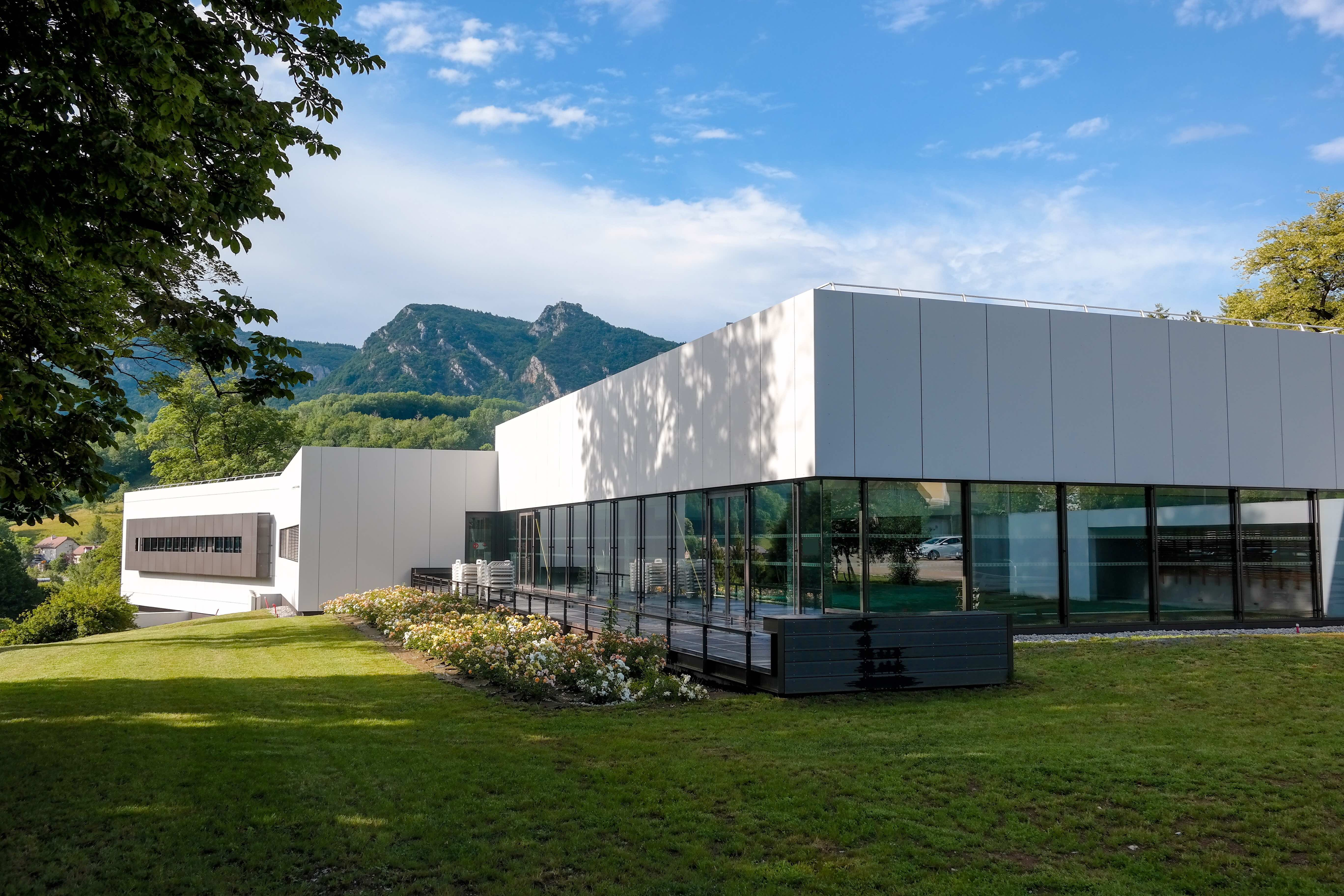
Le nouvel établissement thermal inauguré en 2017.

Confrontée à un déclin démographique autant qu'économique, Salins-les-Bains se tourne désormais vers le tertiaire. Le thermalisme et le patrimoine sont deux piliers de l’activité de la ville aujourd'hui. Propriétaire des thermes depuis 1955, la commune inaugure un nouvel établissement, plus moderne et performant, en février 2017. En 1966, la ville rachète également les bâtiments de la Grande saline. De premières visites y sont organisées en 1968. Elle attire aujourd'hui environ 70 000 visiteurs chaque année,, notamment à la suite de son inscription sur la liste du patrimoine mondial de l'Unesco le 27 juin 2009, en extension de la Saline royale d'Arc-et-Senans.

## Politique et administration

### Découpage territorial
Le terme « commune », au sens de l’administration territoriale actuelle, est imposé par le décret de la Convention nationale du 10 brumaire an II (31 octobre 1793). Ainsi la ville de Salins devient formellement une commune en 1793. Elle prendra le nom de « Salins-les-Bains » en 1926. Aucun événement de restructuration majeure du territoire, de type suppression, cession ou réception de territoire, n'a affecté la commune depuis sa création.
En 1790, lors de la création des cantons, districts et départements, la ville n'est pas choisie pour être le chef-lieu du nouveau département du Jura malgré ses souhaits. Elle sera néanmoins chef-lieu de canton jusqu'au redécoupage cantonal de 2014. Elle intègre alors le nouveau canton d'Arbois.
La ville appartient au district d'Arbois de 1790 jusqu'à la suppression de ces rouages administratifs liés à la Terreur par la Constitution du 5 fructidor an III, appliquée à partir de vendémiaire an IV (1795). Ce district est également parfois désigné sous le nom de « district de Salins ».
Dans le cadre de la réforme territoriale de 2014, actée le 17 décembre 2014 et effective le 1er janvier 2016, elle est rattachée à la nouvelle région Bourgogne-Franche-Comté.
Salins-les-Bains accueillait le siège de la communauté de communes du pays de Salins-les-Bains et appartenait au pays du Revermont avec Arbois et Poligny, un regroupement dissous dans les années 2010. Ces deux entités ont fusionné avec la communauté de communes Arbois, vignes et villages et la communauté de communes du Comté de Grimont pour former la communauté de communes Arbois, Poligny, Salins – Cœur du Jura en janvier 2017.

### Administration municipale
La ville de Salins-les-Bains est administrée par un conseil municipal composé de 23 membres, élu au scrutin proportionnel plurinominal direct avec prime majoritaire depuis la loi du 17 mai 2013. Depuis les élections municipales de 2020, le maire est Michel Cêtre (SE). Il est assisté par six adjoints et trois conseillers délégués.

### Liste des maires

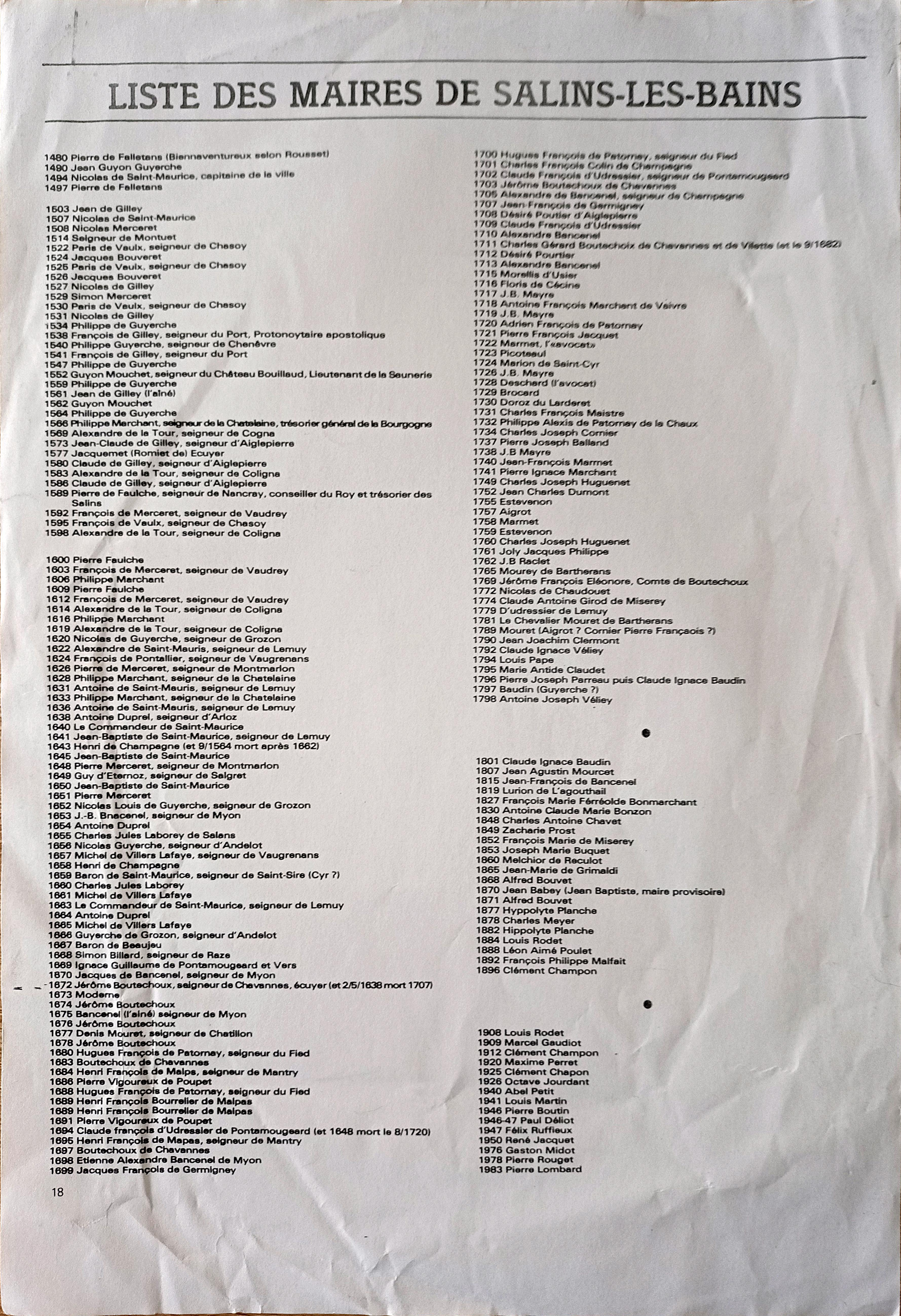
Liste des maires de Salins depuis 1480 (source : Ville de Salins-les-Bains)

| Période                                  | Période | Identité | Étiquette | Qualité |
| ---------------------------------------- | ------- | -------- | --------- | ------- |
| Les données manquantes sont à compléter. |         |          |           |         |

|-
| 1480
|  
| Pierre de Falletans
|  
|  
|-
| 1490
|  
| Jean Guyon Guyerche
|  
|  
|-
| 1494
|  
| Nicolas de Saint-Maurice
|  
| capitaine de la ville
|-
| 1497
|  
| Pierre de Falletans
|  
|  
|-
| 1503
|  
| Jean de Gilley
|  
|  
|-
| 1507
|  
| Nicolas de Saint-Maurice
|  
|  
|-
| 1508
|  
| Nicolas Merceret
|  
|  
|-
| 1514
|  
| Seigneur de Montuet
|  
|  
|-
| 1522
|  
| Paris de Vaulx
|  
| Seigneur de Chassoy
|-
| 1524
|  
| Jacques Bouveret
|  
|  
|-
| 1525
|  
| Paris de Vaulx
|  
| Seigneur de Chasoy
|-
| 1526
|  
| Jacques Bouveret
|  
|  
|-
| 1527
|  
| Nicolas de Gilley
|  
|  
|-
| 1529
|  
| Simon Merceret
|  
|  
|-
| 1530
|  
| Paris de Vaulx
|  
| Seigneur de Chassoy
|-
| 1531
|  
| Nicolas de Gilley
|  
|  
|-
| 1534
|  
| Philippe de Guyerche
|  
|  
|-
| 1538
|  
| François de Gilley
|  
| Seigneur du Port, Protonoytaire apostolique
|-
| 1540
|  
| Philippe Guyerche
|  
| Seigneur de Chenêvre
|-
| 1541
|  
| François de Gilley
|  
| Seigneur du Port, Protonoytaire apostolique
|-
| 1541
|  
| François de Gilley
|  
| Seigneur du Port
|-
| 1547
|  
| Philippe Guyerche
|  
| Seigneur de Chenêvre
|-
| 1552
|  
| Guyon Mouchet
|  
| Seigneur du Château Bouillaud, Lieutenant de la Saunerie
|-
| 1559
|  
| Philippe Guyerche
|  
| Seigneur de Chenêvre
|-
| 1561
|  
| Jean de Gilley l'ainé
|  
|  
|-
| 1562
|  
| Guyon Mouchet de Sauvigney
|  
|  
|-
| 1568
|  
| Philippe Marchand
|  
| Receveur général de Bourgogne
|-
| 1574
|  
| Claude Gilley d'Aillepierre
|  
|  
|-
| 1585
|  
| Alexandre de la Tour
|  
|  
|-
| 1606
|  
| Jean-Baptiste de la Chastellaine
|  
|  
|-
|  
|  
|  
|  
|  
|-
| 1624
|  
| François de Pontailler de Vaugrenant
|  
|  
|-
| 1628
|  
| Philippe Marchand de la Chastellaine
|  
|  
|-
| 1637
|  
| Antoine Duprel d'Arloz
|  
| Militaire
|-
|  
|  
|  
|  
|  
|-
|  
|  
| Denis-François Bourrelier de Malpas
|  
|  
|-
|  
|  
|  
|  
|  
|-
|  
| 1668
| Hugues Billard de Rye
|  
|  
|-
| 1668
| 1668
| Guillaume de Pontamougeard
|  
| Militaire
|-
| 1668
| 1673
| Louis de Vers
|  
|  
|-
| 1673
| 1674
| Jérôme de Boutechoux-Chavannes
|  
|  
|-
|  
|  
|  
|  
|  
|-
| Vers 1700
|  
| Ferdinand Deschard
|  
| Notaire
|-
| 1789
|  
| Claude-Ignace-Joachim Clermont
|  
|  
|}
| Période | Période  | Identité                             | Étiquette | Qualité                                                      |
| ------- | -------- | ------------------------------------ | --------- | ------------------------------------------------------------ |
| 1789    | 1790     | Mourey                               |           |                                                              |
| 1790    | 1792     | Jean Jaochim Clermont                |           |                                                              |
| 1792    | 1794     | Claude Ignace Véliey                 |           |                                                              |
| 1794    | 1795     | Louis Page                           |           |                                                              |
| 1795    | 1796     | Marie Antide Claudet                 |           |                                                              |
| 1796    | 1796     | Pierre Joseph Parreau                |           |                                                              |
| 1796    | 1798     | Claude Ignace Baudin                 |           |                                                              |
| 1798    |          | Antoine Joseph Véliey                |           |                                                              |
| 1801    | 1807     | Claude Ignace Baudin                 |           |                                                              |
| 1807    | 1815     | Jean Augustin Mourcet                |           |                                                              |
| 1815    | 1819     | Jean-François de Bancenel            |           |                                                              |
| 1819    | 1827     | Lurion de L'agouthail                |           |                                                              |
| 1827    | 1830     | François Marie Férréolde Bonmarchant |           |                                                              |
| 1830    | 1848     | Antoine Claude Marie Bonzon          |           |                                                              |
| 1848    | 1849     | Charles Antoine Chavet               |           |                                                              |
| 1849    | 1852     | Zacharie Prost                       |           |                                                              |
| 1852    | 1853     | François Marie de Miserey            |           |                                                              |
| 1853    | 1860     | Joseph Marie Buquet                  |           |                                                              |
| 1860    | 1865     | Melchior de Reculot                  |           |                                                              |
| 1865    | 1868     | Jean-Marie de Grimaldi               |           | Fondateur et directeur des thermes de Salins                 |
| 1868    | 1870     | Alfred Bouvet                        |           | Commerçant et industriel                                     |
| 1870    | 1871     | Jean Babet                           |           | Maire par intérim (chute du Second Empire, Commune de Paris) |
| 1871    | 1877     | Alfred Bouvet                        |           | Commerçant et industriel                                     |
| 1877    | 1878     | Hyppolyte Planche                    |           |                                                              |
| 1878    | 1882     | Charles Meyer                        |           |                                                              |
| 1882    | 1884     | Hyppolyte Planche                    |           |                                                              |
| 1884    | 1888     | Louis Rodet                          |           |                                                              |
| 1888    | 1892     | Louis Aimé Poulet                    |           |                                                              |
| 1892    | 1896     | François Philippe Malfait            |           |                                                              |
| 1896    |          | Clément Champon                      |           |                                                              |
| 1908    | 1909     | Louis Rodet                          |           |                                                              |
| 1909    | 1912     | Marcel Gaudiot                       |           |                                                              |
| 1912    | 1920     | Clément Champon                      |           |                                                              |
| 1920    | 1925     | Maxime Perret                        |           |                                                              |
| 1925    | 1926     | Clément Champon                      |           |                                                              |
| 1926    | 1940     | Octave Jourdant                      |           |                                                              |
| 1940    | 1941     | Abel Petit                           |           |                                                              |
| 1941    | 1946     | Louis Martin                         |           |                                                              |
| 1946    | 1946     | Pierre Boutin                        |           |                                                              |
| 1946    | 1947     | Paul Déliot                          |           |                                                              |
| 1947    | 1950     | Félix Ruffieux                       |           |                                                              |
| 1950    | 1976     | René Jacquet                         |           | Pharmacien                                                   |
| 1976    | 1978     | Gaston Midot                         |           |                                                              |
| 1978    | 1983     | Pierre Rouget                        |           |                                                              |
| 1983    | 1989     | Pierre Lombard                       | DVD       | Ingénieur agronome                                           |
| 1989    | 1995     | Jacques Parmantier                   | DVD       | Médecin                                                      |
| 1995    | 2001     | Jean-Pierre Bach                     | DVD-RPR   | Vétérinaire, conseiller général (1976-2001)                  |
| 2001    | 2014     | Claude Jourdant                      | DVD       | Métreur, maire honoraire                                     |
| 2014    | 2020     | Gilles Beder                         | DVD       | Ostéopathe                                                   |
| 2020    | En cours | Michel Cêtre                         | SE        | Éleveur laitier retraité                                     |

### Tendances politiques et résultats
Le vote des Salinois est généralement assez proche des résultats nationaux, pouvant ainsi se porter tantôt à gauche, tantôt à droite, voire à l'extrême-droite, à l'image du vote au premier tour des élections présidentielles de 2007 et de 2012, ainsi qu'aux élections européennes de 2009 et 2014. Sur le plan local, la ville se situe plutôt à droite. En effet, tous les maires élus depuis 1983 étaient divers droite, et les candidats de l'UMP ont réalisé de très bons scores aux élections législatives de 2002 et 2007, ainsi qu'aux élections cantonales de 2008. On observe cependant ces dernières années une tendance à des résultats très serrés, avec seulement 4 voix d'écart au second tour des élections législatives de 2012, 8 voix d'écart aux élections municipales de 2014 et, dans une plus faible mesure, 46 voix d'écart (soit 3,9 % des suffrages exprimés) aux élections municipales de 2020.

### Instances judiciaires et administratives
Depuis 2005, Salins-les-Bains n'héberge plus d'instance judiciaire. La ville dépend donc désormais de ses voisines, notamment Dole pour le tribunal d'instance et le conseil de prud'hommes, Lons-le-Saunier pour le tribunal de commerce, le tribunal pour enfants, la cour d'assises et le tribunal de grande instance, ainsi que de Besançon pour la cour d'appel et le tribunal administratif.
La ville accueille un centre des finances publiques, une brigade territoriale de proximité de la gendarmerie nationale et un centre d'incendie et de secours.

### Finances locales
Depuis les années 2000, la capacité d'autofinancement reste largement supérieure à la moyenne de la strate (communes de 2 000 à 3 500 habitants appartenant à un groupement fiscalisé) :
Capacité d'autofinancement par habitant (en euros)
|                      | 2015 | 2014 | 2013 | 2012 | 2011 | 2010 | 2009 | 2008 | 2007 | 2006 | 2005 | 2004 |
| -------------------- | ---- | ---- | ---- | ---- | ---- | ---- | ---- | ---- | ---- | ---- | ---- | ---- |
| Salins-les-Bains     | 298  | 236  | 329  | 208  | 243  | 227  | 210  | 268  | 232  | 240  | 208  | 178  |
| Moyenne de la strate | 167  | 166  | 173  | 187  | 189  | 172  | 166  | 158  | 161  | 165  | 158  | 152  |

Deux des trois taux d'imposition locale sont inférieurs aux moyennes des strates, le taux du foncier bâti est par contre largement supérieur :
Taux d'imposition (taxe d'habitation)
|                      | 2015  | 2014  | 2013  | 2012  | 2011  | 2010  | 2009  |
| -------------------- | ----- | ----- | ----- | ----- | ----- | ----- | ----- |
| Salins-les-Bains     | 10,66 | 10,66 | 10,66 | 10,66 | 10,66 | 10,66 | 10,66 |
| Moyenne de la strate | 13,03 | 12,88 | 12,79 | 12,65 | 12,54 | 12,47 | 12,35 |

Taux d'imposition (foncier bâti)
|                      | 2015  | 2014  | 2013  | 2012  | 2011  | 2010  | 2009  |
| -------------------- | ----- | ----- | ----- | ----- | ----- | ----- | ----- |
| Salins-les-Bains     | 26,97 | 26,97 | 26,97 | 26,97 | 26,97 | 26,97 | 26,97 |
| Moyenne de la strate | 17,79 | 17,64 | 17,73 | 17,75 | 17,74 | 17,65 | 17,53 |

Taux d'imposition (foncier non bâti)
|                      | 2015  | 2014  | 2013  | 2012  | 2011  | 2010  | 2009  |
| -------------------- | ----- | ----- | ----- | ----- | ----- | ----- | ----- |
| Salins-les-Bains     | 39,56 | 39,56 | 39,56 | 39,56 | 39,56 | 39,56 | 39,56 |
| Moyenne de la strate | 50,93 | 50,92 | 51,18 | 51,49 | 51,50 | 51,32 | 51,02 |

### Jumelages
- Horb am Neckar (Allemagne) depuis 1991
- Un rapprochement a été mené avec la ville de  Magenta (Italie) en 2005[76]

## Population et société

### Démographie
Salins-les-Bains est la 11e ville du département en nombre d'habitants. Elle connaît une baisse chronique de sa population depuis la Révolution, où elle comptait environ 8 500 habitants.

L'évolution du nombre d'habitants est connue à travers les recensements de la population effectués dans la commune depuis 1793. Pour les communes de moins de 10 000 habitants, une enquête de recensement portant sur toute la population est réalisée tous les cinq ans, les populations de référence des années intermédiaires étant quant à elles estimées par interpolation ou extrapolation. Pour la commune, le premier recensement exhaustif entrant dans le cadre du nouveau dispositif a été réalisé en 2007.

En 2022, la commune comptait 2 430 habitants, en évolution de −8,37 % par rapport à 2016 (Jura : −0,81 %, France hors Mayotte : +2,11 %).
| 1793  | 1800  | 1806  | 1821  | 1831  | 1836  | 1841  | 1846  | 1851  |
| ----- | ----- | ----- | ----- | ----- | ----- | ----- | ----- | ----- |
| 8 174 | 8 125 | 8 374 | 7 271 | 6 554 | 6 700 | 7 481 | 7 178 | 7 112 |

| 1856  | 1861  | 1866  | 1872  | 1876  | 1881  | 1886  | 1891  | 1896  |
| ----- | ----- | ----- | ----- | ----- | ----- | ----- | ----- | ----- |
| 6 470 | 7 361 | 6 308 | 6 045 | 6 271 | 6 419 | 5 833 | 6 068 | 5 607 |

| 1901  | 1906  | 1911  | 1921  | 1926  | 1931  | 1936  | 1946  | 1954  |
| ----- | ----- | ----- | ----- | ----- | ----- | ----- | ----- | ----- |
| 5 525 | 5 290 | 5 272 | 4 471 | 4 721 | 4 607 | 4 563 | 4 363 | 4 930 |

| 1962  | 1968  | 1975  | 1982  | 1990  | 1999  | 2006  | 2007  | 2012  |
| ----- | ----- | ----- | ----- | ----- | ----- | ----- | ----- | ----- |
| 4 451 | 4 259 | 4 177 | 3 923 | 3 629 | 3 333 | 3 082 | 3 045 | 2 801 |

| 2017  | 2022  | - | - | - | - | - | - | - |
| ----- | ----- | - | - | - | - | - | - | - |
| 2 586 | 2 430 | - | - | - | - | - | - | - |

La commune se caractérise par une population âgée, avec une part prépondérante et en augmentation des plus de 60 ans de 38,6 % en 2013. Les retraités sont ainsi la catégorie socioprofessionnelle majoritaire (42,3 %, en hausse par rapport à 2008). La part des personnes vivant seules est par conséquent assez importante : 47,7 % des ménages ne comprennent qu'une personne.

### Enseignement

#### Enseignement primaire

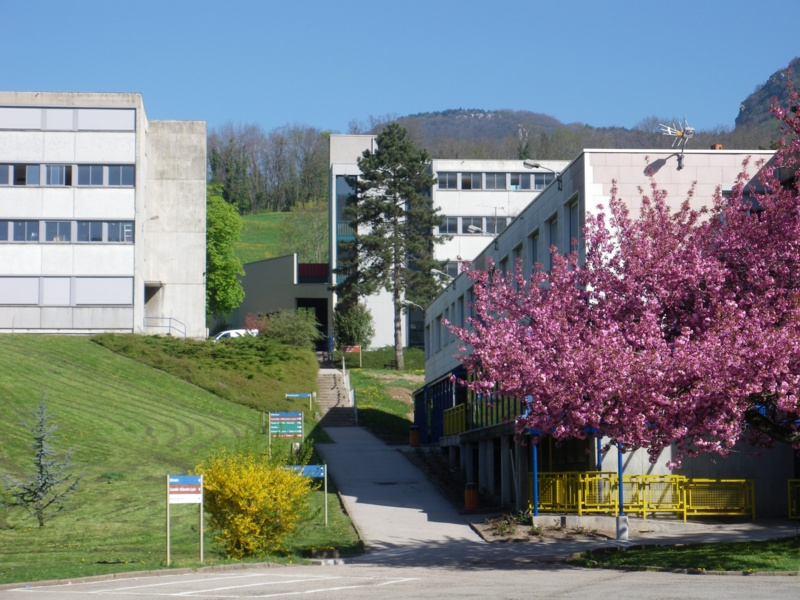
Cité scolaire Victor-Considerant.

À la rentrée scolaire 2012, on comptait à Salins-les-Bains 3 écoles maternelles, dont une privée :
- l'école maternelle Voltaire, avec 55 élèves ;
- l'école maternelle Chantemerle, avec 44 élèves :
- l'école maternelle privée Saint-Anatoile, avec 12 élèves.

On comptait de plus 3 écoles primaires, dont une privée :
- l'école primaire Voltaire, avec 81 élèves ;
- l'école primaire Olivet, avec 109 élèves ;
- l'école primaire privée Saint-Anatoile, avec 23 élèves.

#### Enseignement secondaire
La ville compte une cité scolaire publique, un collège privé et un établissement de statut associatif :
- la cité scolaire Victor-Considerant, construite en 1966 sur près de 4 hectares en tant que lycée « climatique », qui comprend un lycée général et un collège, fréquentés à la rentrée 2015 par 430 collégiens et 336 lycéens[82] ;
- le collège privé Saint-Anatoile, qui accueillait 97 élèves à la rentrée 2012 ;
- la maison familiale et rurale de Blégny.

### Manifestations culturelles et festivités
La plus importante manifestation organisée à Salins-les-Bains a lieu traditionnellement lors du week-end de l'Ascension. D'abord intitulée « Fête du Sel » pendant 16 éditions, elle est supprimée en 2010 avant de revenir en 2012, sous le nom de « Folies Furieuse(s) ». Cette nouvelle manifestation, qui se voulait en rupture avec les précédentes, a suscité la polémique et a été remplacée l'année suivante par « Saline en Fête »,. Depuis 2014, ce sont finalement les « 4 jours de Salins » organisés par l'Union commerciale de la ville qui ont lieu à cette date.
- Mai : « Chansons en fête », festival de musique[87].
- Juillet : « Dionysies » et « Salines en musique ».
- Août : « La tête dans les étoiles ! », événement autour de la science et de l'astronomie pour les Nuits des étoiles[88].
- Septembre : les Journées du Patrimoine et les Journées du Livre.
- Octobre : le Jour de la Nuit, manifestation autour de l'astronomie et sensibilisation à la pollution lumineuse[89].

### Santé
Le secteur de la santé est très présent à Salins-les-Bains. C’est un des pôles de l’économie de la ville avec le thermalisme et le tourisme. On compte ainsi 404 lits, répartis sur quatre établissements :
- la Maison d’enfants la Beline, chargée de l'accueil d’adolescents à l'année pour le traitement de l’obésité (40 lits) ;
- la Maison d’accueil spécialisée de la tour de Flore, chargée de l'accueil d’adultes handicapés en situation de grande dépendance (36 lits) ;
- les Jardins d’Asclépios, chargés de l'accueil de résidents malades d’Alzheimer ou assimilés (54 lits) ;
- le Centre hospitalier de Salins-les-Bains et ses deux pôles :
  - le pôle de soins de suite et de réadaptation (Centre de Réadaptation Fonctionnelle) (115 lits) ;
  - le pôle EHPAD comprenant :
    - la Résidence du docteur Germain, maison de retraite (75 lits) ;
    - le Pavillon Jacquet, prise en charge au long cours (84 lits).

La ville possède aussi un établissement et service d'aide par le travail (ESAT), ouvert depuis 1987, accueillant 49 personnes reconnues travailleurs handicapés. Elle a également accueilli jusque récemment l'entreprise Cryonic Medical, leader mondial de la cryothérapie gazeuse hyperbare.

### Sports

#### Clubs
Salins-les-Bains est le site phare pour la pratique du vol libre en Franche-Comté, avec trois sites de décollage environnants, dont le plus important est le mont Poupet. Le club Poupet Vol Libre y a été créé en 1978, ainsi qu'une école professionnelle en 1986. Il comptait 125 adhérents en 2012, parmi lesquels 17 femmes, 35 biplaceurs et 11 compétiteurs, dont Maxime Pinot qui a terminé la saison 2012 à la 15e place du classement national et s'est illustré dans plusieurs manches de Coupe du monde.
La ville a également longtemps été renommée dans le domaine du basket-ball. Créé lui aussi en 1978, le Salins Basket Club accède dès la saison 1979-1980 à la promotion d’excellence, ce qui est un événement pour une petite ville comme Salins-les-Bains. Dix ans plus tard, l'équipe seniors réalise un grand chelem en remportant 16 rencontres sur 16 disputées. Elle accède à la Nationale 4 la saison suivante, puis à la Nationale 3 en 1992-1993, qui devient à partir de 1999 la Nationale 2 (quatrième division). En 2007, après dix saisons en N2 et malgré de bons résultats, le club demande sa rétrogradation financière, en partie à la suite de l'incendie du casino, son principal sponsor. En 2011, le club refuse la montée en Nationale 3, toujours pour des raisons financières. En 2017, le club revient en Nationale 3.

#### Évènements sportifs
- Mai : la Montée internationale du Poupet, course à pied de 17,5 kilomètres réunissant environ un millier de participants[93].
- Juillet : le National de Pétanque, compétition de pétanque en doublettes mixtes réunissant plus de 250 équipes.
- Août : le Rallye du Sel, compétition de sport automobile.

### Médias
La presse locale est représentée par les grands titres régionaux, Le Progrès, Voix du Jura et marginalement L'Est républicain. En plus des stations de radiophonie nationales, la ville est couverte par les antennes locales France Bleu Besançon, RCF Jura, Fréquence Plus et Villages FM. France 3 Franche-Comté assure enfin la couverture télévisée de la ville.
Historiquement, le journal local « Le Salinois » a marqué la vie de la commune de 1839 à 1944,, constituant une source historique importante de la vie locale sur plus d'un siècle.

### Cultes
Pour ce qui concerne le culte catholique, la commune est rattachée au diocèse de Saint-Claude. Le doyenné de Salins-les-Bains regroupe six paroisses. Trois lieux de culte sont encore actifs aujourd'hui, la chapelle Notre-Dame-Libératrice, la collégiale Saint-Anatoile et l'église Saint-Maurice.

## Économie

### Revenus de la population
Dominée par les retraités et les employés, la population de Salins-les-Bains se caractérise par des revenus faibles. Le salaire horaire moyen des salariés à temps complet et le revenu net déclaré moyen des foyers fiscaux de la ville sont très inférieurs à ceux de la zone de comparaison établie par l'Insee, et en baisse. La part des foyers fiscaux imposables est de 41,7 % en 2012, contre 64,5 % au niveau national. Le canton de Salins-les-Bains est ainsi un des plus pauvres du département du Jura.

### Emploi
Parmi les actifs, la catégorie socioprofessionnelle dominante est celle des employés (39,7 %).

### Entreprises et commerces

#### Secteur primaire
Lors du recensement agricole de 2010, Salins-les-Bains compte 20 exploitations agricoles, un chiffre élevé du fait de la grande superficie de la commune, bien qu'en net recul (il y en avait 24 en 2000 et 30 en 1988). Ces exploitations sont principalement tournées vers la production laitière (organisée autour des fruitières à comté notamment), une orientation nouvelle puisque la polyculture et le polyélevage arrivaient en tête du précédent recensement agricole de 2000. La fruitière de Salins-les-Bains transforme ainsi chaque année 5 millions de litres de lait en comté.
319 hectares de terres agricoles sont cultivées par les exploitations de la commune, qui élèvent un cheptel équivalent à 266 unités de gros bétail (UGB). Ces chiffres sont également en forte baisse (943 UGB en 2000 par exemple). Le secteur primaire représente 10 emplois à temps plein sur la commune (contre 32 en 1988).

#### Secteur secondaire
Au cours du XXe siècle, toutes les activités industrielles à Salins-les-Bains ont fermé leurs portes.
Depuis 2022, un projet industriel porté par l’entreprise EO2, visant à implanter une usine de production de granulés de bois (pellets) à Salins-les-Bains a suscité une vive controverse locale et médiatique,. L’usine, prévue sur un terrain de 8 hectares dans la zone d’activités des Mélincols, prévoit une capacité de production de plus de 100 000 tonnes par an, pour un investissement estimé à 25 millions d’euros.
Le projet s’inscrit dans le plan France 2030, ouvrant droit à des subventions publiques via l’Agence de la transition écologique (ADEME). En février 2025, le préfet de Bourgogne-Franche-Comté délivre un avis favorable, malgré un revirement de la cellule biomasse — composée de la DREAL, de la DRAAF, de la DREETS et de l’ADEME — qui avait initialement rendu un avis favorable en 2022, mais émet un avis défavorable en 2025 quant à la disponibilité des ressources forestières locales. Ce rapport, révélé par Mediapart, pointe que les plans d’approvisionnement d’EO2 sont incomplets et que la ressource régionale disponible ne permet pas de garantir l’activité de l’usine à long terme.
Selon l’association Pays de Salins Environnement, le projet nécessiterait l’exploitation de 65 000 hectares de forêts par an, soit environ 10 % du massif jurassien. Ce niveau de prélèvement remettrait, selon eux, en cause la capacité de régénération naturelle des forêts locales. Le dossier du porteur de projet précise que le bois utilisé serait principalement constitué de « rondins de trituration issus de coupes d’éclaircies ou sanitaires », dans un rayon de 100 km, incluant bois scolytés et feuillus.
Les opposants alertent également sur un trafic routier accru, estimant à plus de 100 camions par jour les livraisons nécessaires, dans une commune déjà traversée par environ 400 poids lourds quotidiennement.
La consultation publique conduite fin 2024 a recueilli près de 400 contributions, dont 90 % se sont exprimées contre le projet. Une pétition citoyenne, lancée en avril 2025 sur le site GreenVoice, a recueilli plus de 9 000 signatures à la fin avril 2025. Une procédure judiciaire est en cours devant le tribunal administratif pour contester la délibération autorisant la prolongation de la promesse de vente des parcelles, mais elle n’est pas suspensive.
L’entreprise EO2 annonce la future création de 40 emplois directs. Toutefois, certains professionnels du secteur jugent ce chiffre exagéré, évoquant l’automatisation des sites industriels. Un producteur local affirme employer seulement 4 salariés pour 18 000 tonnes de production, et doute de la viabilité d’un effectif multiplié par dix pour une production multipliée par cinq.
Le maire de Salins-les-Bains, Michel Cêtre, ainsi que Dominique Bonnet, président de la communauté de communes Cœur du Jura, soutiennent le projet. Ils estiment que l’usine pourrait relancer l’économie locale, valoriser les bois scolytés affectés par les insectes ravageurs, et réduire les transports longue distance du bois actuellement expédié jusqu’à 300 km vers d'autres sites industriels,.
En avril 2025, les terrains destinés à accueillir l’usine ne sont pas encore acquis par EO2, bien que leur vente ait été validée par le conseil communautaire. Le démarrage des travaux est envisagé à l’automne 2025, sous réserve des procédures en cours.

#### Secteur tertiaire
Salins-les-Bains compte entre 80 et 90 commerces, principalement répartis le long de la route départementale 472. Ce chiffre est très supérieur à la moyenne des communes de même taille, du fait de l'importante fréquentation de la vallée, à la fois site touristique et passage obligé de la plaine au plateau jurassien. Néanmoins, en 2011 et 2012, de nombreuses fermetures ont lieu, conséquence de la baisse démographique et de la crise économique. Les deux supermarchés situés aux extrémités de la ville, le secteur médical, le casino, la plomberie Nouveau (mise en redressement judiciaire le 29 juin 2018), la société de transports Bully ainsi que la concession automobile Vurpillot sont les principaux employeurs de la commune,.

## Culture locale et patrimoine
Salins-les-Bains est classée Pays d'art et d'histoire depuis le 4 juin 2009 et possède une saline inscrite sur la liste du patrimoine mondial de l'Unesco depuis le 27 juin 2009. Avec 21 édifices protégés au titre des monuments historiques en 2011, elle appartient aux communes comptant le plus de monuments classés de France. Le siège de l'association Engrenages, réseau de musées et de sites patrimoniaux et industriels (anciennement musées des techniques et cultures comtoises) y est établi depuis 1977.
Au concours des villes et villages fleuris, la commune détient le niveau « trois fleurs ».

### Monuments et lieux touristiques

#### Patrimoine industriel

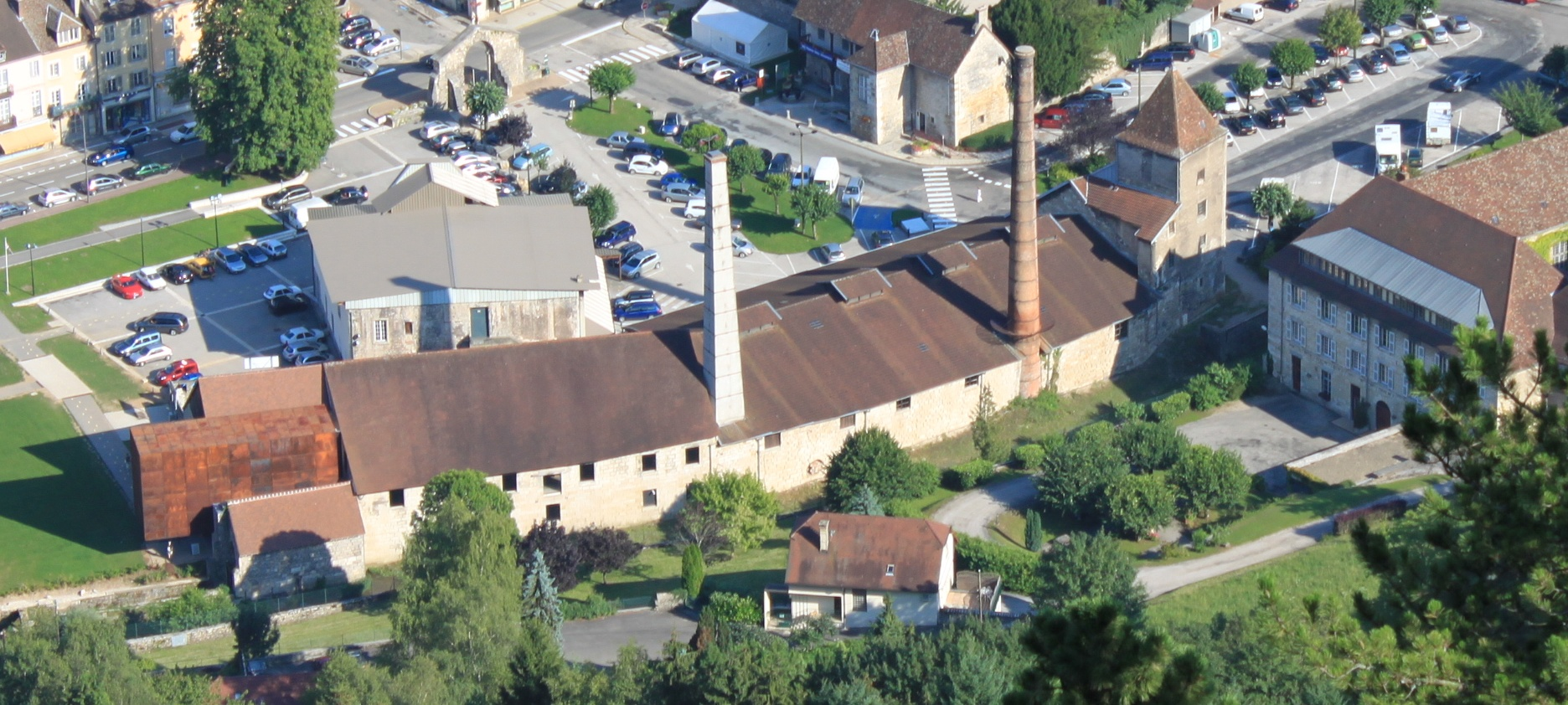
La Grande saline de Salins-les-Bains.

La Grande saline de Salins-les-Bains est un rare exemple de site industriel antérieur au XIXe siècle. Elle occupe une superficie de 15 500 mètres carrés au cœur de la ville. Seuls 20 % des bâtiments existent encore aujourd'hui : la porterie du XIXe siècle désormais occupée par l'office de tourisme, la galerie souterraine, deux tours de fortifications, et l'un des anciens bâtiments d'exploitation. En lieu et place des bâtiments disparus, des espaces urbains se sont développés : parkings, espaces verts, place du marché, promenade.
Avant même la fermeture de la Grande saline en 1962, le site a fait l'objet de protections successives au titre des monuments historiques : différents lieux remarquables (tour de Flore, maison dite « du Pardessus », une partie de la galerie souterraine) sont inscrits ou classés de manière isolée entre 1932 et 1971.
Depuis 2009, à la suite de l'inscription sur la liste du patrimoine mondial de l'Unesco, le site est intégralement classé au titre des monuments historiques : bâtiments de surface et galerie souterraine, ainsi que le sol et les vestiges archéologiques qu'il contient. De plus, le puits à muyre, ancien puits de la petite saline, situé sous l'actuel établissement thermal, a été intégré à l'arrêté. En 2012, l'ancienne ZPPAUP est transformée en AVAP et assure la protection des abords de la Grande saline. Le périmètre considéré est celui de la vieille ville fortifiée, avec les deux forts dominant Salins-les-Bains.
Aujourd'hui, ce site industriel se découvre en visite guidée. Le parcours permet de comprendre le processus de production du sel ignigène : le rassemblement et le pompage des eaux salées dans les souterrains, leur élévation à la surface, leur évaporation pour obtenir du sel dans la salle des poêles, et enfin leur stockage dans les magasins des sels.

#### Patrimoine militaire
Riche d'une ressource précieuse, « l'or blanc », et située sur un axe commercial stratégique, la ville de Salins-les-Bains a besoin de se protéger efficacement. De l'ensemble des forteresses construites dans ce but, seuls deux forts subsistent aujourd'hui, encadrant la vallée. À l'ouest, le fort Saint-André est reconstruit par Vauban entre 1674 et 1677 sur les bases d'un fort plus ancien. Il se caractérise par la façade de sa chapelle d'influence baroque. À l'est, le fort Belin est rebâti au XIXe siècle à la place d'un ancien château avec une structure en casemates.
La première enceinte de la ville est construite au XIIIe siècle et complétée au XVe siècle. Il en reste aujourd'hui quelques vestiges. La porte Oudin, au sud, répondant à l'ancienne porte de Malpertuis au nord, est en partie conservée. À partir de cette porte, le rempart est encore lisible sur environ 200 mètres avec les bases des tours. Quelques tours sont d'ailleurs conservées : la tour dorée et la tour de Chambenoz à l'ouest, et la tour d'Andelot au nord. Sur la partie commune avec les remparts de la Grande saline, il reste la tour de Flore et la tour de Reculoz. Par ailleurs, des fouilles préventives réalisées en 2011 sur la place de la Barbarine ont mis au jour une partie de l'ancien fossé sur une largeur de 6 mètres.

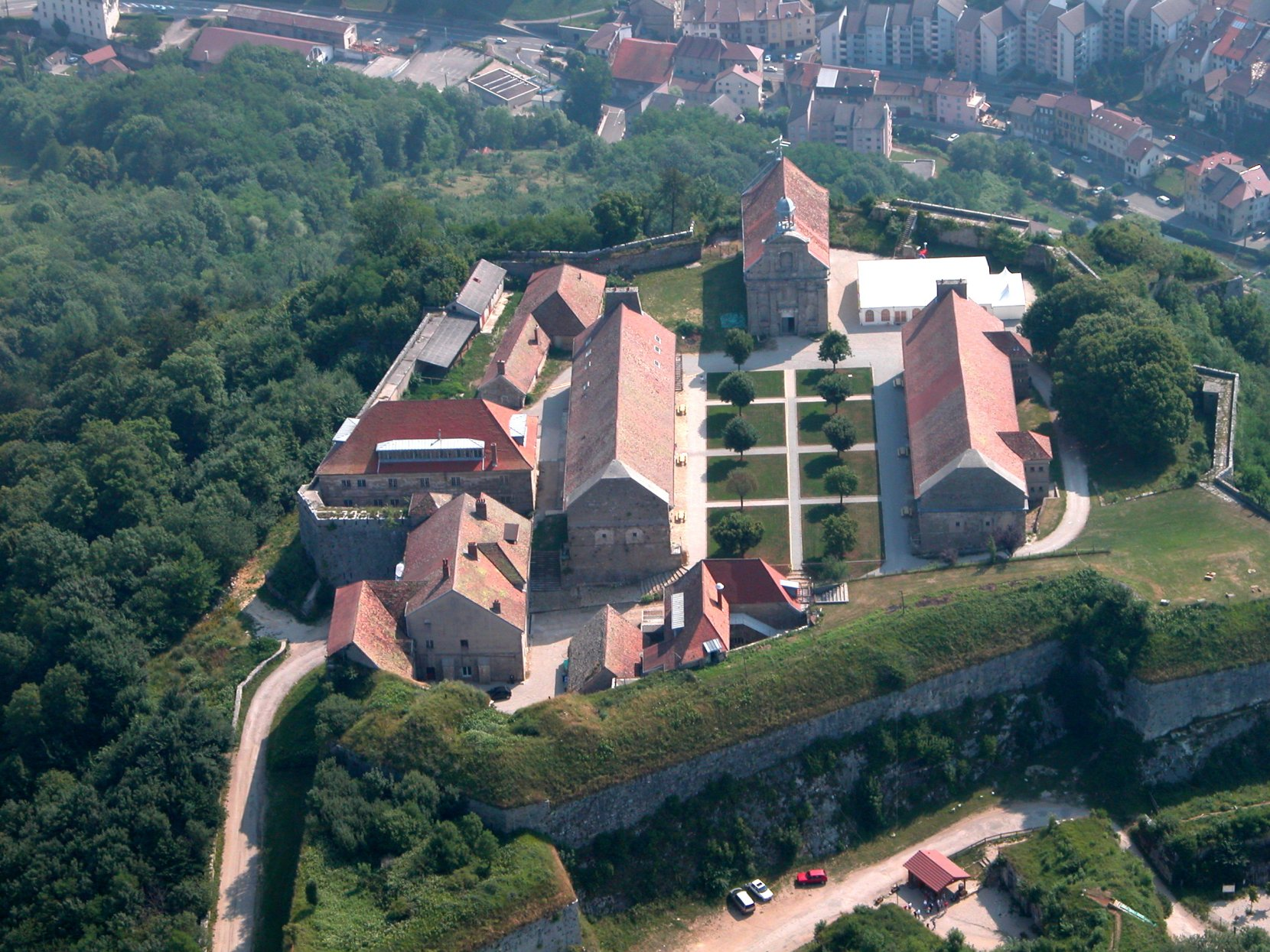
Le fort Saint-André.
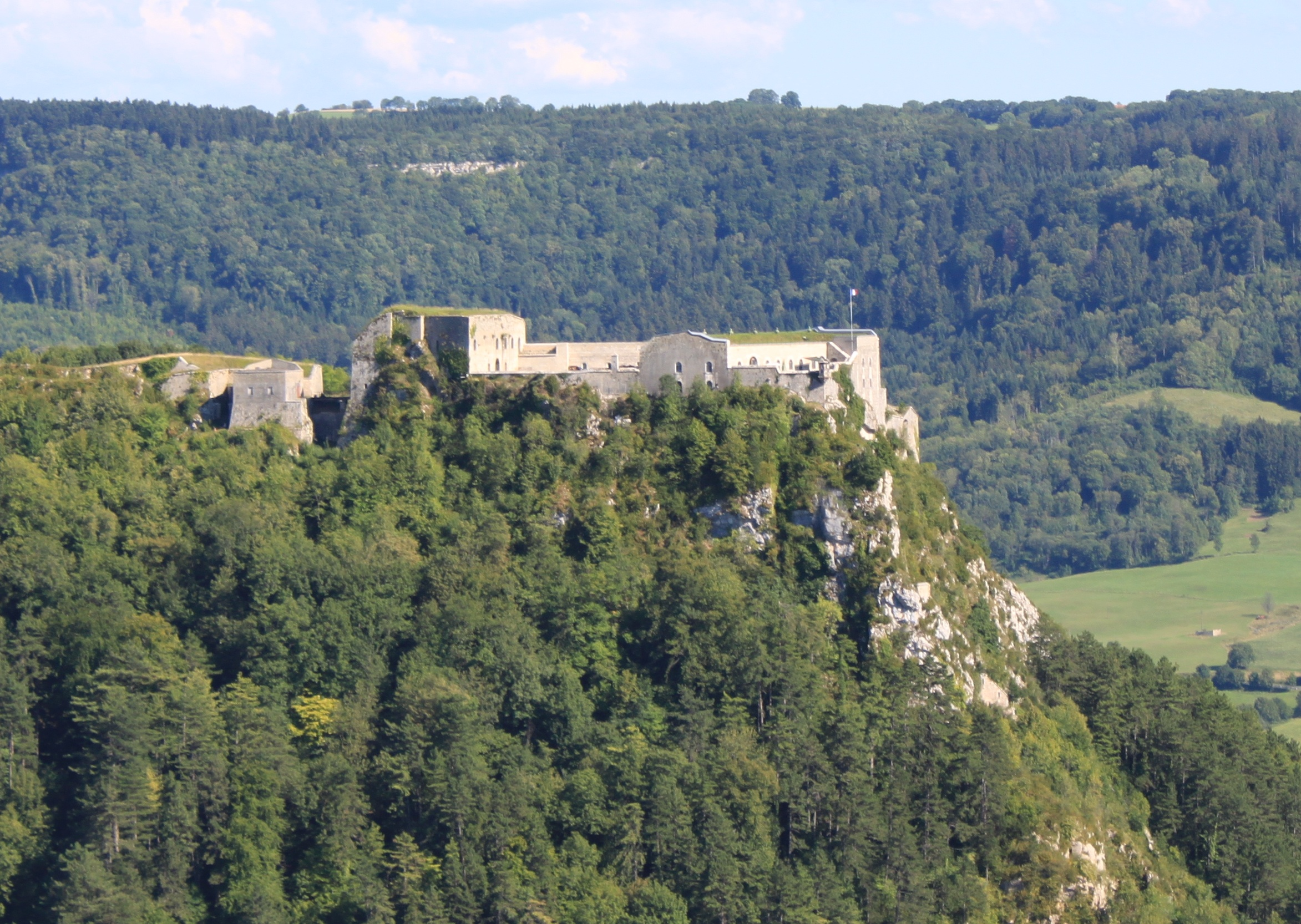
Le fort Belin.
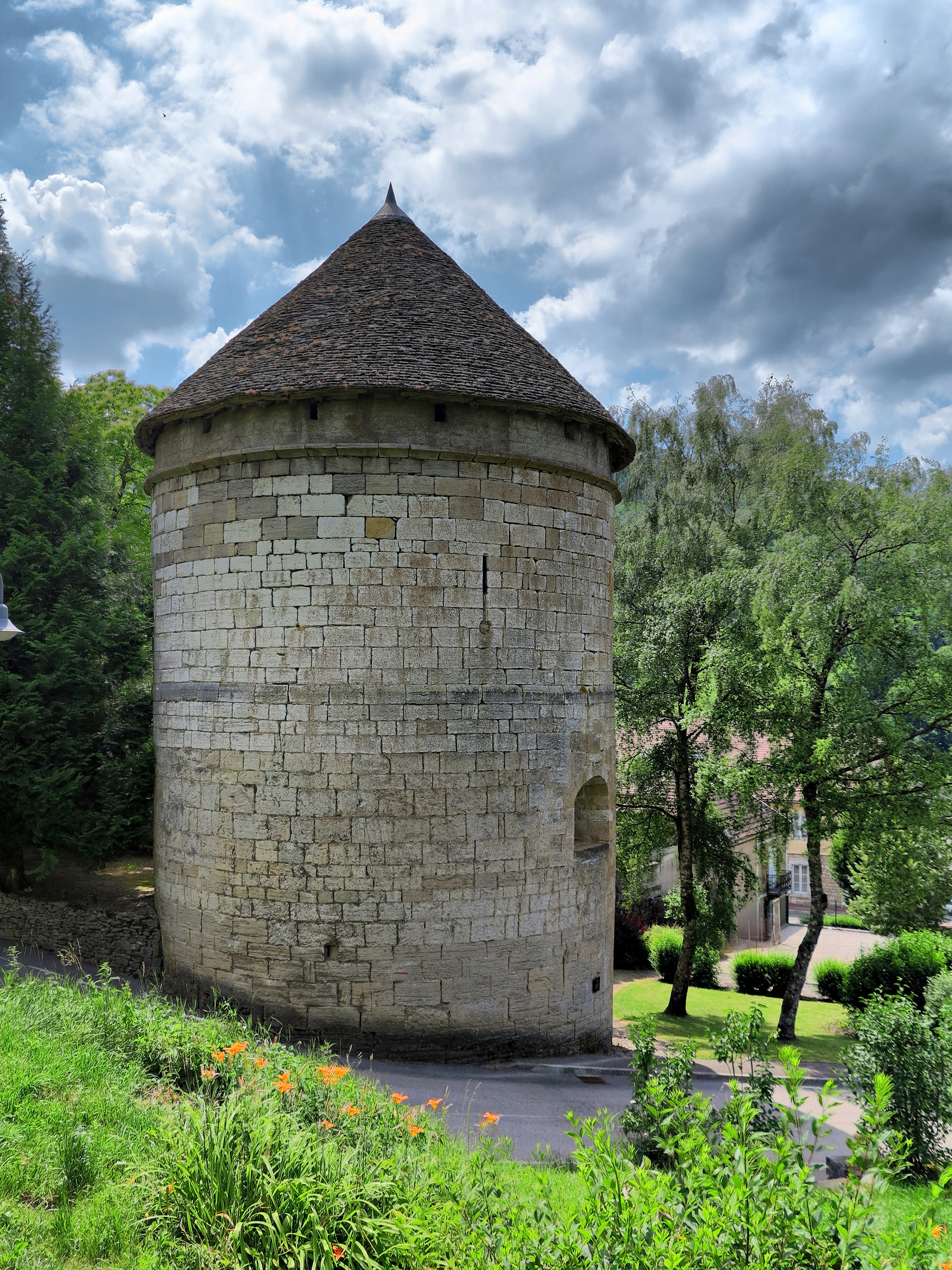
La tour d'Andelot.
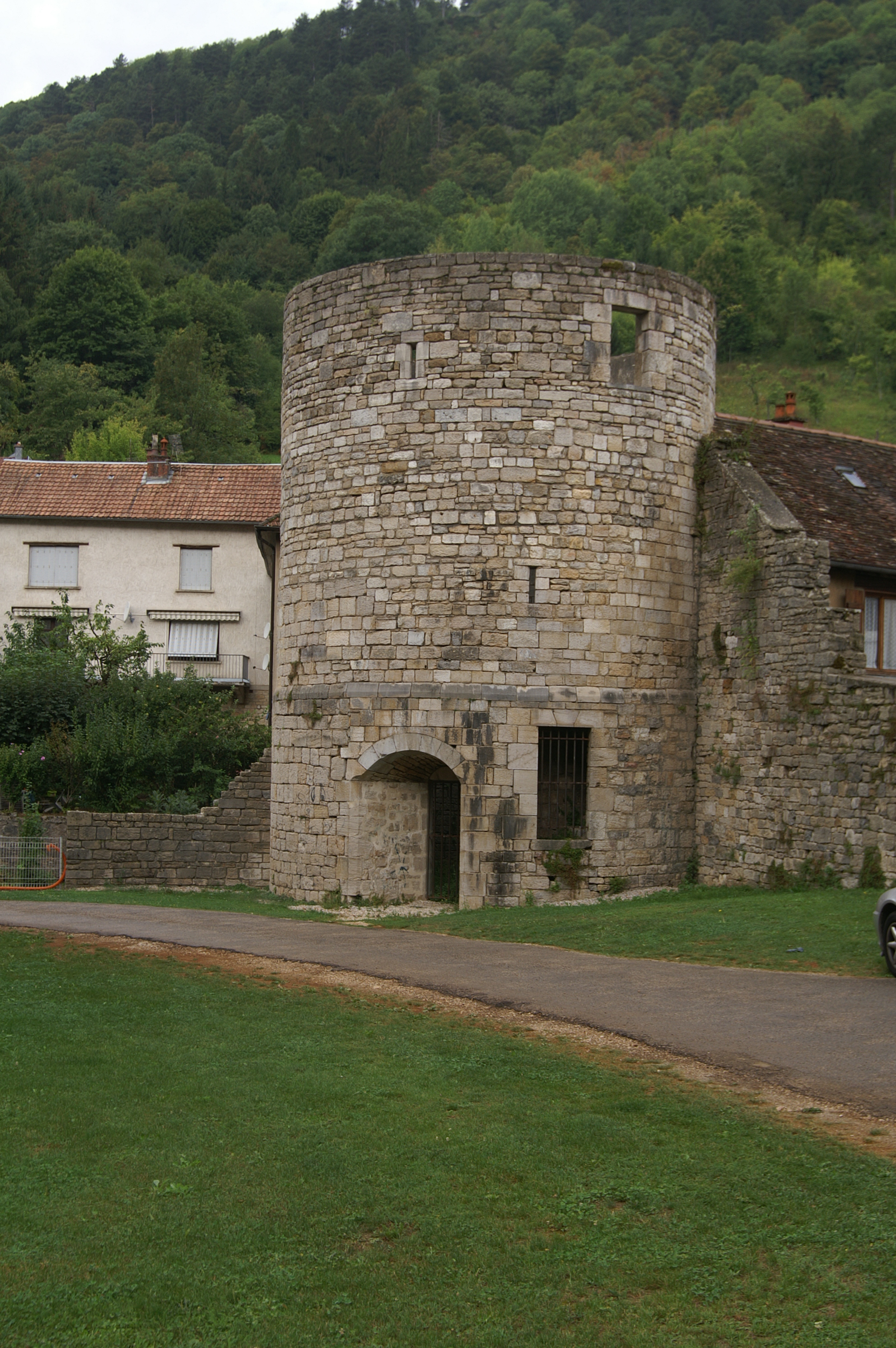
La tour de Flore.

#### Patrimoine religieux
La ville de Salins-les-Bains possède un important patrimoine religieux, dû à l'importance passée de la cité et aux revenus des salines. Bien que de nombreux établissements y soient aujourd'hui désaffectés, deux églises et une chapelle sont encore des lieux de culte catholiques.
Reconstruite au XIIIe siècle, l'église collégiale Saint-Anatoile est un témoin remarquable de l'architecture gothique en Franche-Comté. Elle est classée au titre des monuments historiques dès 1843 par Prosper Mérimée. À l’intérieur, les stalles attribuées à l’atelier de Jean Pécheur sont sans doute les plus anciennes de la région (XIIIe siècle). Installées dans un buffet du XVIIIe siècle, les grandes orgues de Merklin du XIXe siècle ont été restaurées de 1997 à 2012.
Actuelle église paroissiale, Saint-Maurice est reconstruite juste après Saint-Anatoile au XIIIe siècle. Elle est victime de plusieurs modifications et incendies au XIXe siècle. Le mobilier sculptural y est remarquable.
Quelques centaines de mètres plus au sud, l’église Notre-Dame, inaugurée en 1705, est désaffectée et transformée en salle culturelle depuis 1975. Les travaux d'aménagement ont été l’occasion de restaurer l’impressionnant retable baroque dont la toile centrale est attribuée à Daniel Sarrabat.
Dominant la ville par son dôme en tuiles vernissées rénové en 2007, la chapelle Notre-Dame Libératrice est construite sur un étonnant plan ovale de 1640 à 1662 par l’architecte suisse Jean-François Reyff. Ce culte se développe au XVIIe siècle pendant la guerre de Dix Ans. Pour échapper à la guerre, à la famine et à la peste, le père Marmet place la ville sous la protection de la Vierge. Ce triple vœu est formulé par les Salinois le 20 février 1639. En 1839 et 1939, de grandes processions de plusieurs dizaines de milliers de personnes ont traversé la ville en commémoration de cette date.
Dans un décor champètre, la chapelle Saint-Joseph avec son toit couvert de laves, se trouve bien sur le territoire de la commune même si elle est juste à côté du hameau de la Chaux-sur-Clucy.

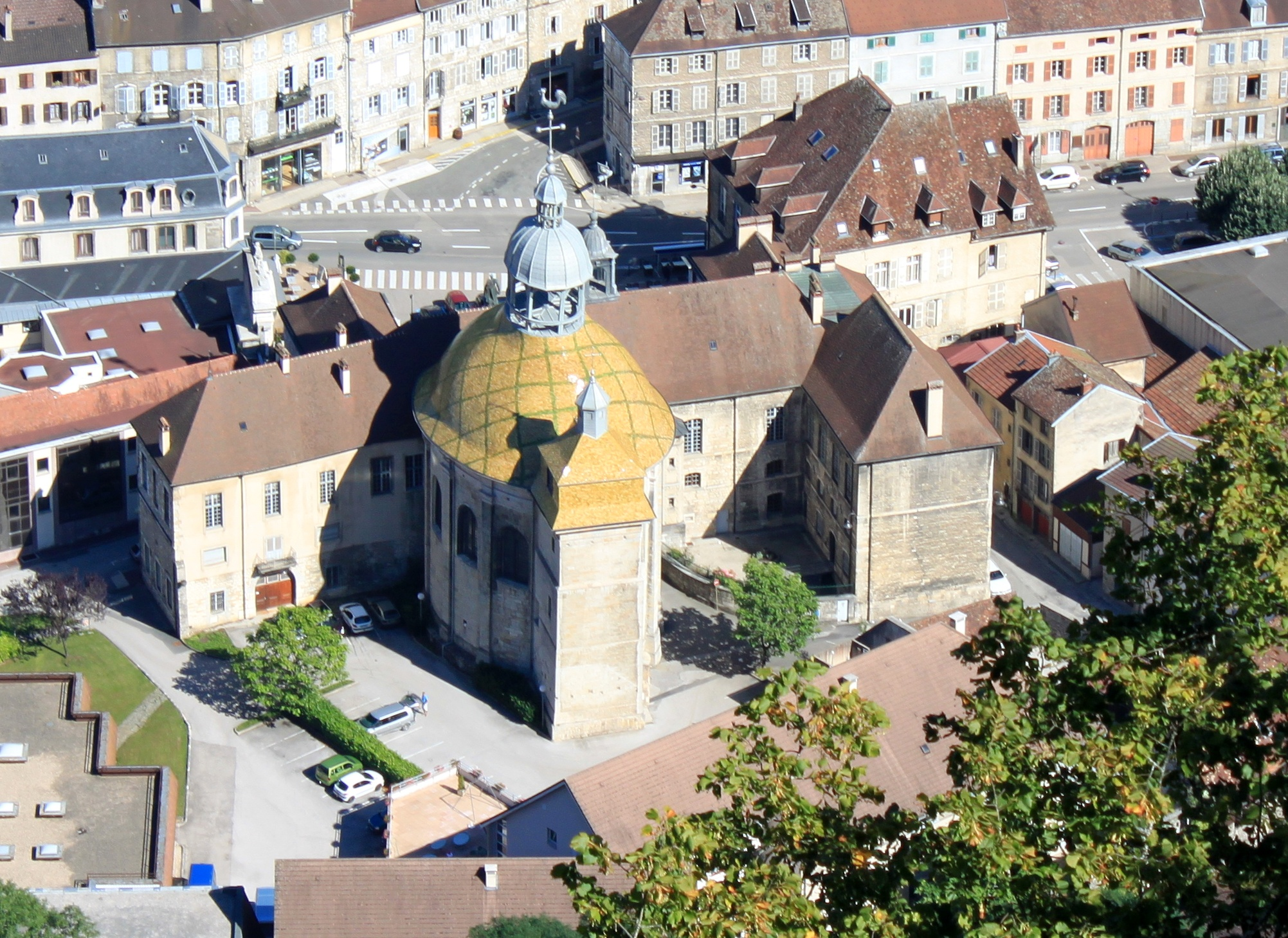
La chapelle Notre-Dame-Libératrice.
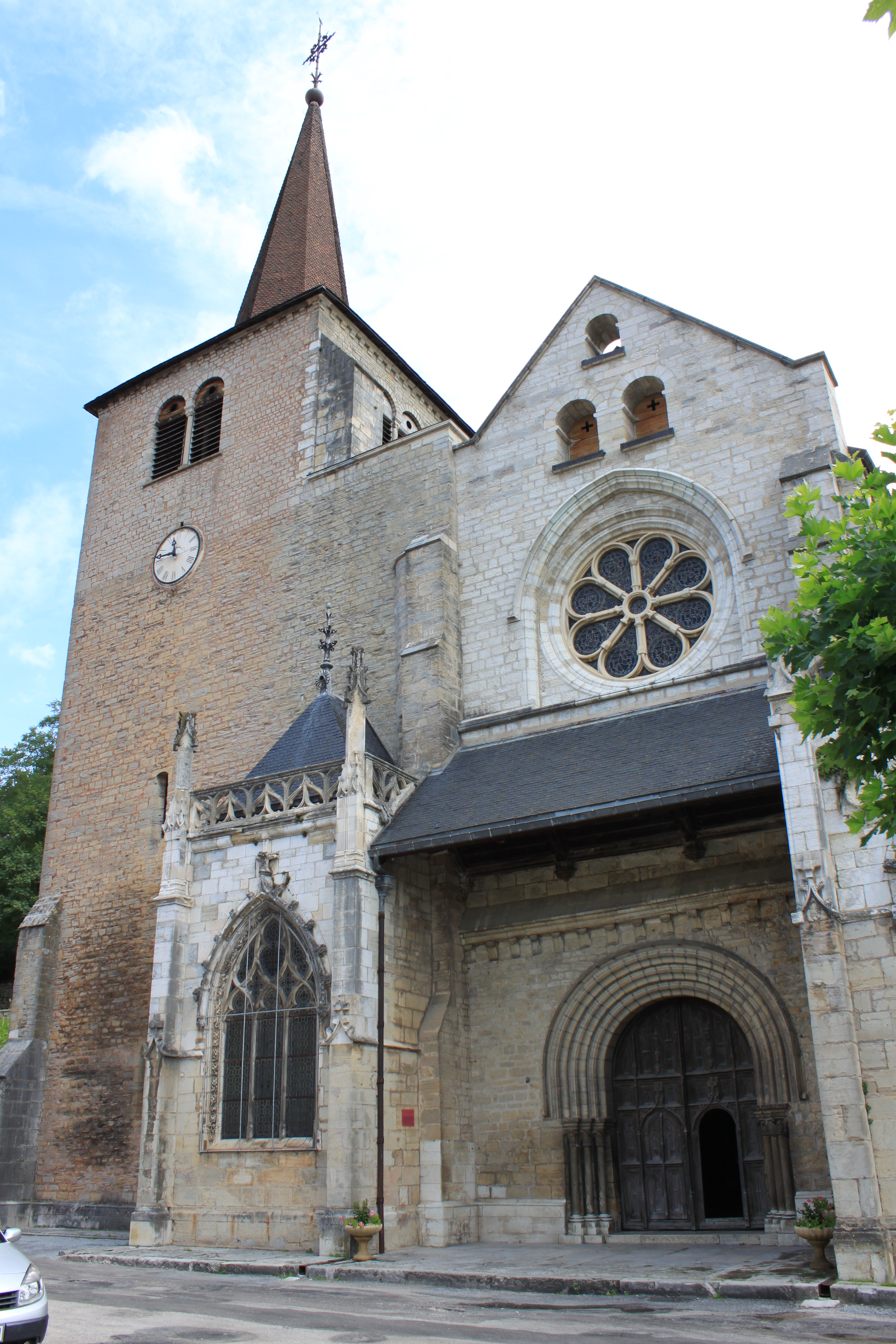
La collégiale Saint-Anatoile.
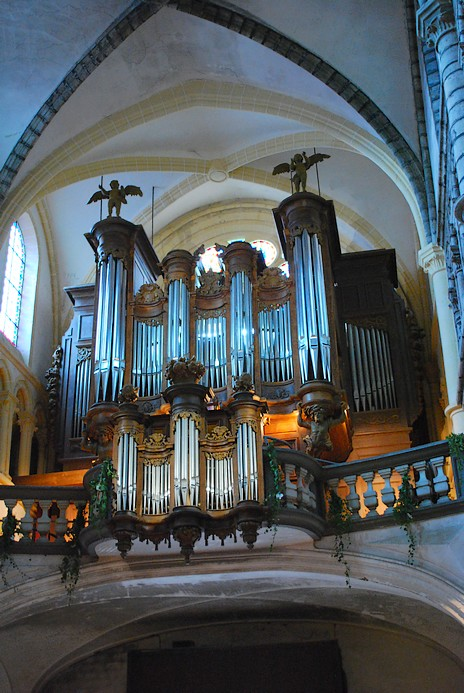
Les orgues Merklin de la collégiale Saint-Anatoile.
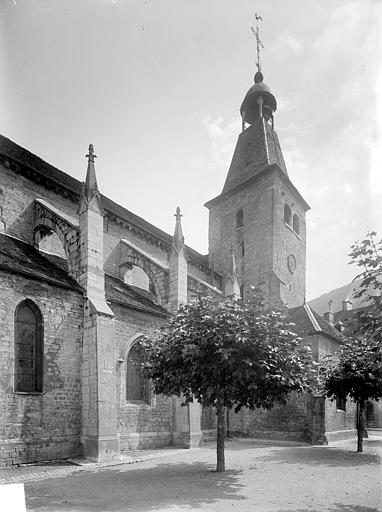
L'église Saint-Maurice.
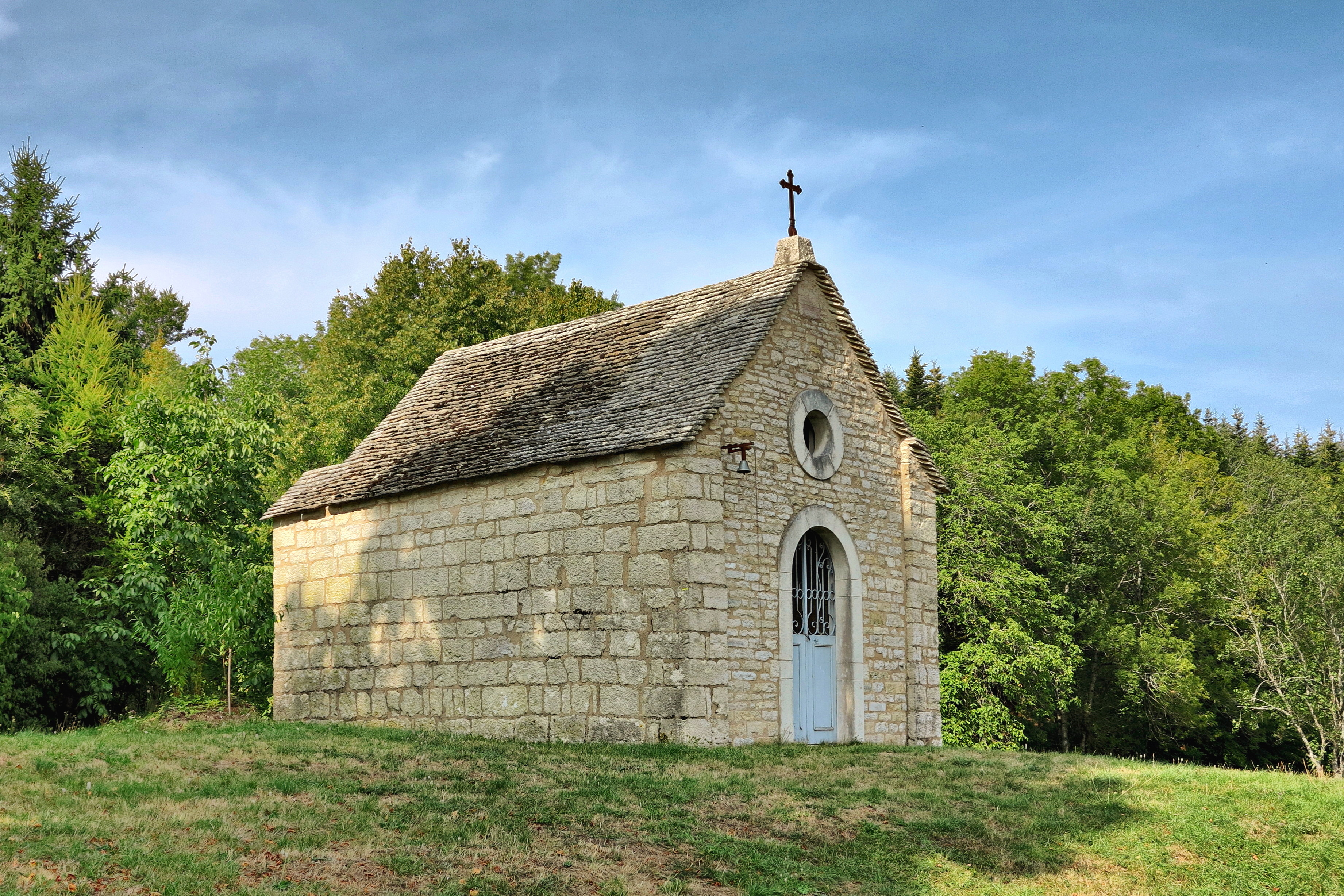
La chapelle Saint-Joseph.

Attirées par la vigne et la fortune liée au sel, de nombreuses congrégations se sont installées à Salins-les-Bains, comme les jésuites, les oratoriens, les capucins, carmes déchaux ou encore les Templiers qui y établirent une commanderie. Au XVIIe siècle, on compte ainsi une douzaine de maisons religieuses dans la cité. Certains de ces établissements sont encore en place et ont été convertis à des fins civiles comme l’ancien bâtiment des clarisses, qui abrite le fonds ancien de la médiathèque, ou le collège des jésuites, qui accueille en partie des logements HLM.[réf. nécessaire]

#### Patrimoine civil
La richesse passée de la ville explique la présence assez importante de monuments civils remarquables. Il subsiste aujourd'hui un édifice ancien du XIIIe siècle : la maison des Lombards. L'hôtel Moreau (1725), l'hôtel de Siffrédy ou encore l'hôtel de Reculot (deuxième moitié XVIIIe siècle) constituent de riches exemples d'hôtels particuliers du XVIIIe siècle. En 1825, un incendie cause la destruction d'une grande partie de la ville. Il faudra alors attendre 1833 pour que les riches notables de la cité fassent édifier de nouveau de prestigieuses demeures (hôtel Guérillot, hôtel Patouillet de Déservillers, hôtel Lurion de Légoutail).
La vie municipale est marquée au XVIIIe siècle par la construction de l'hôtel de ville. Édifié entre 1718 et 1739 autour de la chapelle Notre-Dame Libératrice, il pourrait avoir été construit par l'architecte bisontin Jean-Pierre Galezot. Il porte les armoiries de la ville sur le fronton triangulaire central. En outre, la ville de Salins-les-Bains possède dix-sept fontaines alimentées par des sources locales. Certaines sont l'œuvre de sculpteurs de la ville, comme la fontaine du Vigneron de Max Claudet.

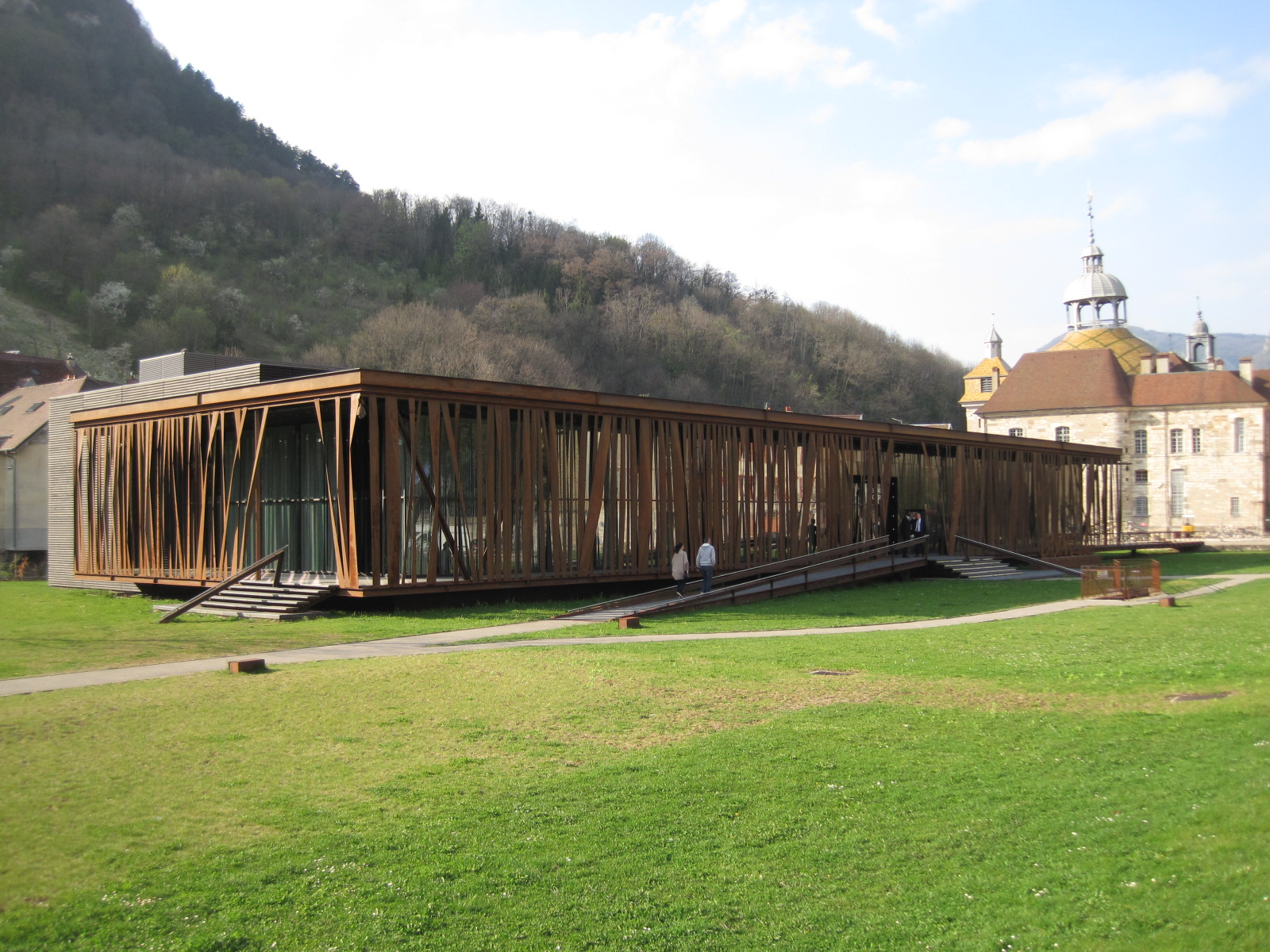
Le nouveau casino.

À côté des notables et des riches propriétaires, vivent à Salins-les-Bains de nombreux agriculteurs et vignerons. Cela explique en partie la création, à Salins, de la première caisse du Crédit mutuel agricole en 1885, dont le premier siège social subsiste encore aujourd'hui.
Le développement de l'activité thermale conduit à l'ouverture d'un casino en 1890 pour la distraction des curistes. Installé dans les années 1950 dans un des bâtiments de la Grande saline, il est ravagé par un incendie en 2007. Un nouvel établissement est alors construit à proximité dans un style moderne utilisant l'acier Corten. La restauration de l'ancien bâtiment, désormais renommé « maison du Grand puits », a débuté le 20 septembre 2014. Il doit à terme être intégré au musée du sel et accueillir les collections du musée Max Claudet.

#### Patrimoine naturel

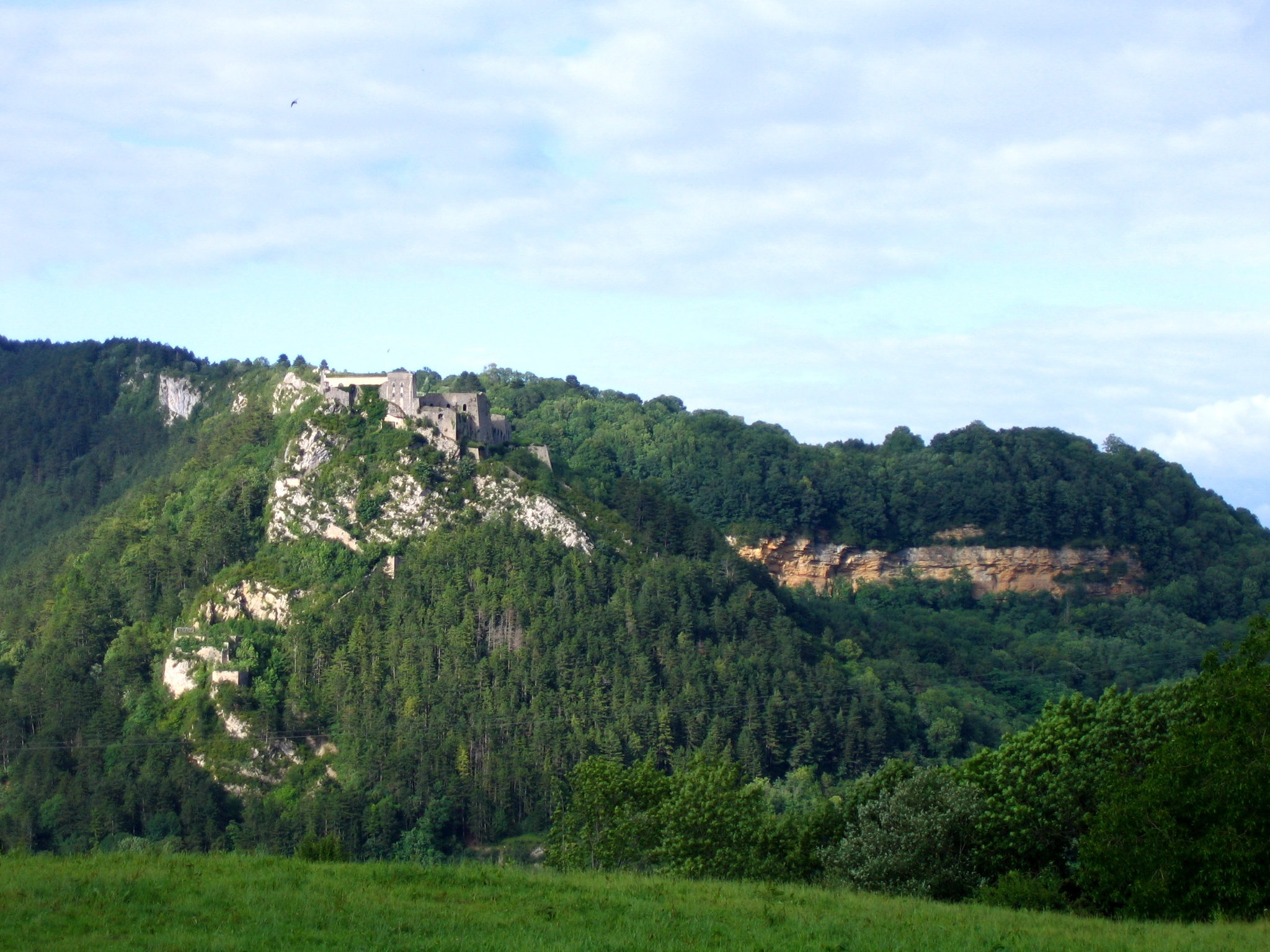
Le fort Belin et la « Roche pourrie ».

L'unité urbaine de Salins-les-Bains est entourée par un vaste territoire rural qui limite l'intérêt d'y aménager des espaces verts. La cité possède néanmoins un parc aménagé en 1880 pour l'agrément des curistes de l'établissement thermal, le parc des Cordeliers, qui accueille un kiosque à musique et une grotte artificielle. Une étude ayant pour objet le réaménagement du parc a été lancée en février 2016. Salins-les-Bains est également une « ville fleurie » avec trois fleurs au concours des villes et villages fleuris.
Plusieurs sites naturels d'intérêt entourent la commune. Sur le flanc de la reculée, à proximité du fort Belin, la « Roche pourrie » est l'une des failles les plus visibles du Jura. Au niveau de cet affleurement, deux calcaires d'époques différentes sont en contact : les calcaires blancs du Bathonien et les calcaires roux de l'Aalénien (qui expliquent le nom de « Roche pourrie »). Ce site est célèbre pour avoir été peint par Gustave Courbet sur la commande du géologue Jules Marcou. Au nord, dominant la ville de ses 851 mètres d'altitude, le mont Poupet est connu pour la pratique du parapente. C'est également un lieu d'expérimentation historique visité par Louis Pasteur en 1860, dans le cadre de ses expériences sur la génération spontanée.
La commune possède enfin 1 282 hectares de forêt qui, grâce aux coupes et ventes de bois, représentent une part importante des recettes municipales (environ 300 000 €).

#### Patrimoine culturel
À Salins-les-Bains, comme partout en Franche-Comté, la gastronomie est riche de nombreux produits du terroir, notamment les fromages (fruitière à comté), les charcuteries (salaisons du Jura) et les vins (vignoble de Chamoz).
Plus spécifiquement, la ville possède deux spécialités : le Téméraire, un gâteau à base de fruits secs, de pommes et de noisettes, et les caramels à l'eau salée commercialisés par Klaus.
Salins-les-Bains abrite également une confrérie chargée de promouvoir la ville et ses salines, la Confrérie de l'or blanc.

#### Patrimoine linguistique
Salins-les-Bains fait partie du domaine linguistique francoprovençal (arpitan). Le plus ancien texte conservé dans cette langue concernant la ville est Lot garot de Saulins du 26 juillet 1668. Les anciennes salines possédaient leur propre vocabulaire. Ainsi, les ouvrières des salines étaient désignées sous les termes mettari, fassari, sechari, portarri, estagnarri, eteignari et tirari. Le travail de la vigne faisait également étalage d'un riche vocabulaire francoprovençal.
Les connaissances actuelles concernant les parlers et langues régionales de Franche-Comté trouvent leurs origines dans les ouvrages de Max Buchon, tel que Noëls et chants populaires de Franche-Comté (1863). Le francoprovençal n'est plus parlé en ville depuis les années 1960. Néanmoins, en 2013, Salins-les-Bains a vu une revendication militante en faveur de la reconnaissance des langues régionales.

### Équipements culturels

#### Musées

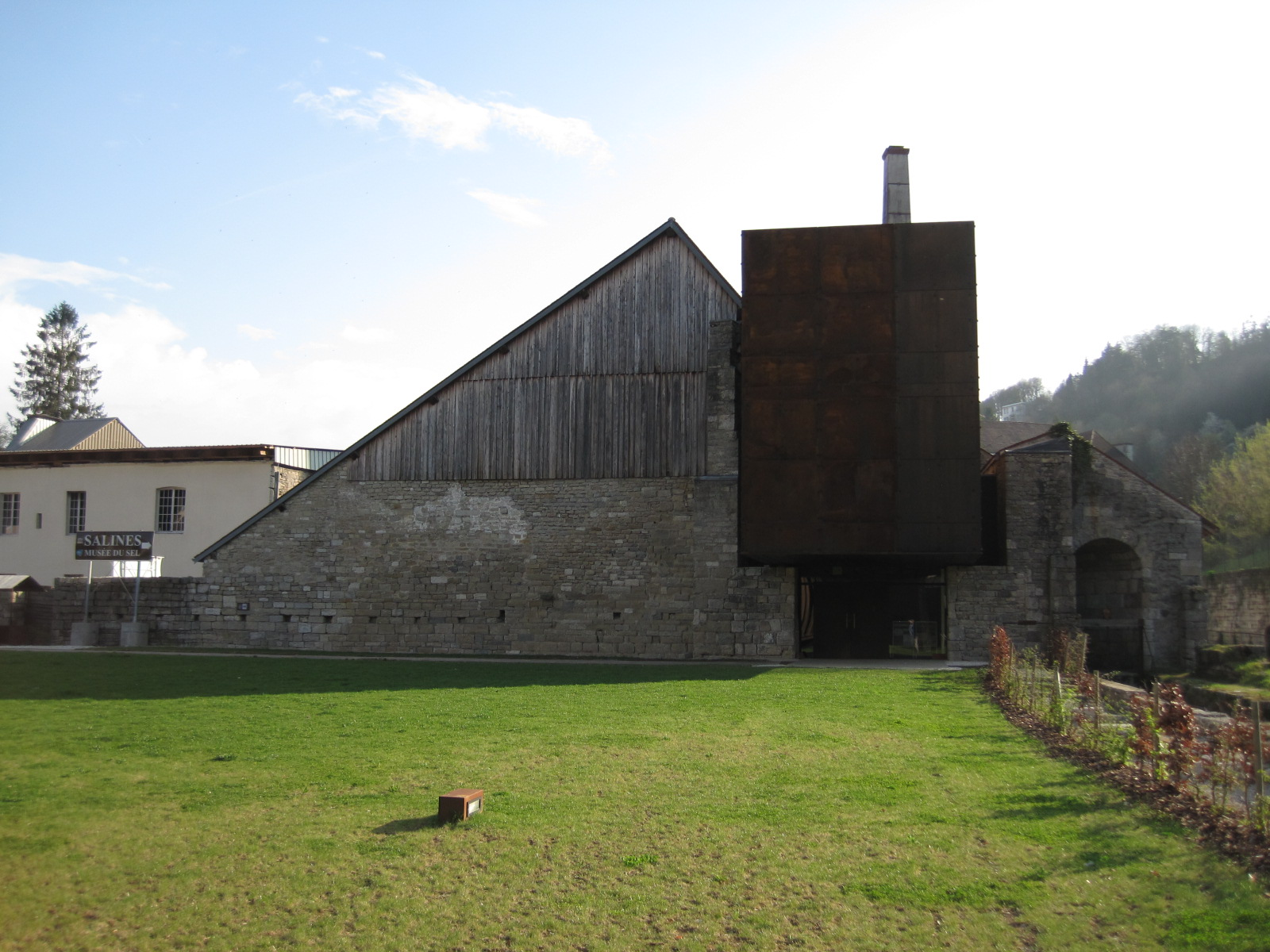
Entrée du musée du Sel.

Depuis les années 2000, le site industriel de la Grande saline est complété par le musée du Sel qui bénéficie de l'appellation « musée de France ». À la fois site industriel, urbain et muséal, son histoire commence avec l'organisation des premières visites guidées lorsque la municipalité rachète les bâtiments de la Grande saline en 1966. Assez rapidement émerge l'idée de compléter la visite des bâtiments par l'aménagement d'espaces muséographiques.
En 2002, le réseau des musées des techniques et cultures comtoises (MTCC) rédige un premier projet scientifique et culturel et valide ainsi officiellement auprès du ministère de la Culture la création du musée du Sel. Une première tranche de travaux est inaugurée au printemps 2009 : il s’agit de la « boîte » en acier Corten de l’architecte Michel Malcotti. Cette première étape a permis d’aménager un accueil, deux espaces d’interprétation du site, ainsi qu’un espace pédagogique.
Si quelques pièces majeures sont exposées, les collections du musée du Sel ne sont que partiellement présentées. Elles comprennent 600 pièces en ligne sur la base Joconde, dont des objets techniques provenant de la saline, des objets liés aux divers usages du sel (conservation des aliments, agriculture, thermalisme…), des objets publicitaires et des documents anciens (cartes postales, dossiers administratifs de l’ancienne saline…).
Le musée Max Claudet est un ancien musée local de beaux-arts. Fermé au public depuis 2003, ses collections se répartissent en trois catégories principales : une collection d’art religieux dont la majorité des œuvres provient des établissements religieux de la ville, une collection de faïences de Salins-les-Bains acquises en 1997 et une collection d’artistes locaux dont les pièces majeures sont « La Roche pourrie » de Gustave Courbet (en dépôt au musée des beaux-arts de Dole) et les faïences du sculpteur Max Claudet (1840-1893). Le musée conserve également un fonds d'œuvres du peintre Léonce-Lucien Cordier.

#### Médiathèque et cinéma
La bibliothèque municipale de Salins-les-Bains est installée depuis 1980 dans le bâtiment de l'ancien théâtre, permettant ainsi la sauvegarde du bâtiment. On retrouve les vestiges de ce théâtre grâce aux anciens décors disposés dans la médiathèque, lui conférant ainsi un cadre unique. Une salle de cinéma gérée par la Ligue de l'enseignement est intégrée à l'ensemble. En 2008, après deux ans de travail (informatisation et acquisitions), la bibliothèque devient médiathèque. On compte aujourd'hui 900 CD, 850 DVD adultes et 640 DVD jeunesse ainsi que 8 420 livres adultes et 6 560 livres livres jeunesse. Ce fonds est complété par toute une collection de périodiques (26 titres au total).
En plus du fonds contemporain, la médiathèque possède un fonds ancien, installé dans l'ancien couvent des Clarisses, riche de 14 491 ouvrages tous précieux dont 442 manuscrits et 80 incunables consultables sur rendez-vous et sur place. La plupart de ces livres proviennent de collections de maisons religieuses telles que le couvent des capucins mais aussi de donateurs salinois comme Charles David, Charles Magnin, Victor Considerant ou encore Théodore Babey. De grandes actions ont été mises en place comme le projet de numérisation qui a permis la mise en ligne de documents du fonds permettant leur consultation depuis le site de la médiathèque ainsi que l'informatisation et le catalogage du fonds rendu possible grâce à l'intervention d'élèves de l'École des chartes.

#### Salle culturelle

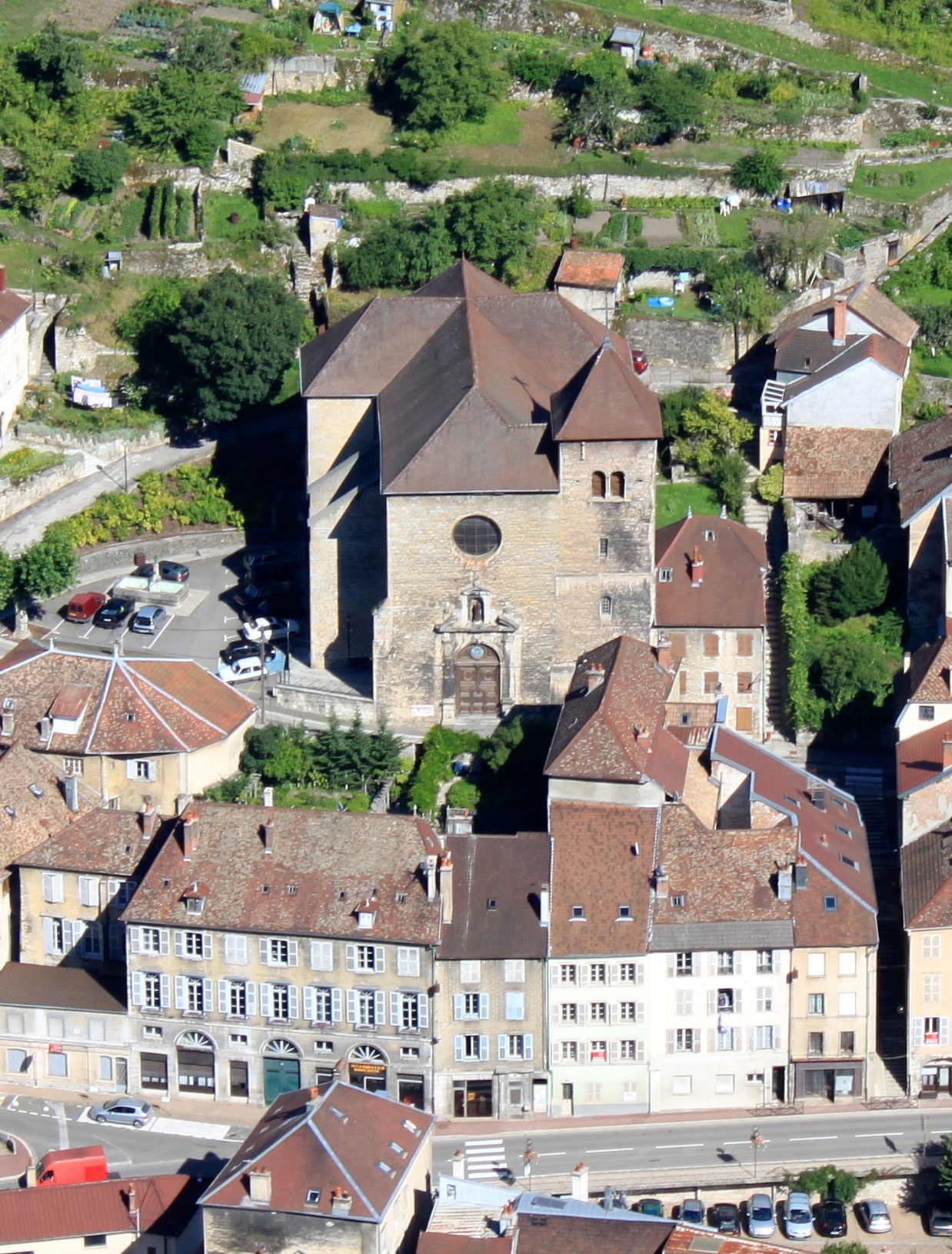
La salle culturelle Notre-Dame.

L'église Notre-Dame a été désaffectée puis réhabilitée en salle culturelle. Inscrite aux monuments historiques depuis 1970, son retable baroque a été conservé et est visible en fond de scène. Elle accueille des représentations théâtrales, des concerts, des conférences ou encore des projections cinématographiques.

### Salins-les-Bains dans les arts

#### Salins-les-Bains dans la littérature
La saga romanesque Les Colonnes du ciel de Bernard Clavel débute dans le Salins des années 1630, en pleine guerre de Dix Ans.

#### Salins-les-Bains au cinéma
Le fort Belin a servi de décor au film Trop (peu) d'amour réalisé par Jacques Doillon en 1998.
Le film Radio Corbeau réalisé par Yves Boisset en 1989 a également été en partie tourné à Salins-les-Bains.

### Personnalités liées à Salins-les-Bains
Malgré son actuelle petite taille, la ville de Salins-les-Bains a été fréquentée par de nombreuses personnalités, comme Victor Considerant, Louis Pasteur, Jules Marcou ou encore Gustave Courbet. Son importance au Moyen Âge a donné une longue lignée de seigneurs et de dames de Salins, parmi lesquels Jean de Chalon, mais aussi Guigone de Salins, femme de Nicolas Rolin, issue de la famille des seigneurs de Salins-la-Tour du Jura (branche de la seigneurie de Salins). Ce couple est connu pour avoir commandité en 1443 la construction des Hospices de Beaune.
Les comtes de Bourgogne, dont notamment Jeanne II de Bourgogne, reine de France, ont également régné sur la cité, tirant profit des revenus liés à l'exploitation du sel.

### Héraldique, logotype et devise
|  | « D'or à la bande de gueules. » Les armoiries de la ville ont été obtenues de Jean sans Peur en 1417, puis confirmées par Louis XVIII en 1817. |

Actuel logo de la ville.

Logo de la ville jusqu'en 2016.

La ville semble ne pas posséder de devise historique.
Durant la quasi-totalité du XXe siècle, le slogan de la ville, « La mer à la montagne », rappelle l'importance du thermalisme à Salins-les-Bains. Au début des années 2000, une nouvelle identité graphique ainsi qu'un nouveau slogan (« SEL à vie ») traduisent un recentrage de la communication municipale autour du sel en général, et non pas seulement du thermalisme.[réf. nécessaire]